# Kapregiment

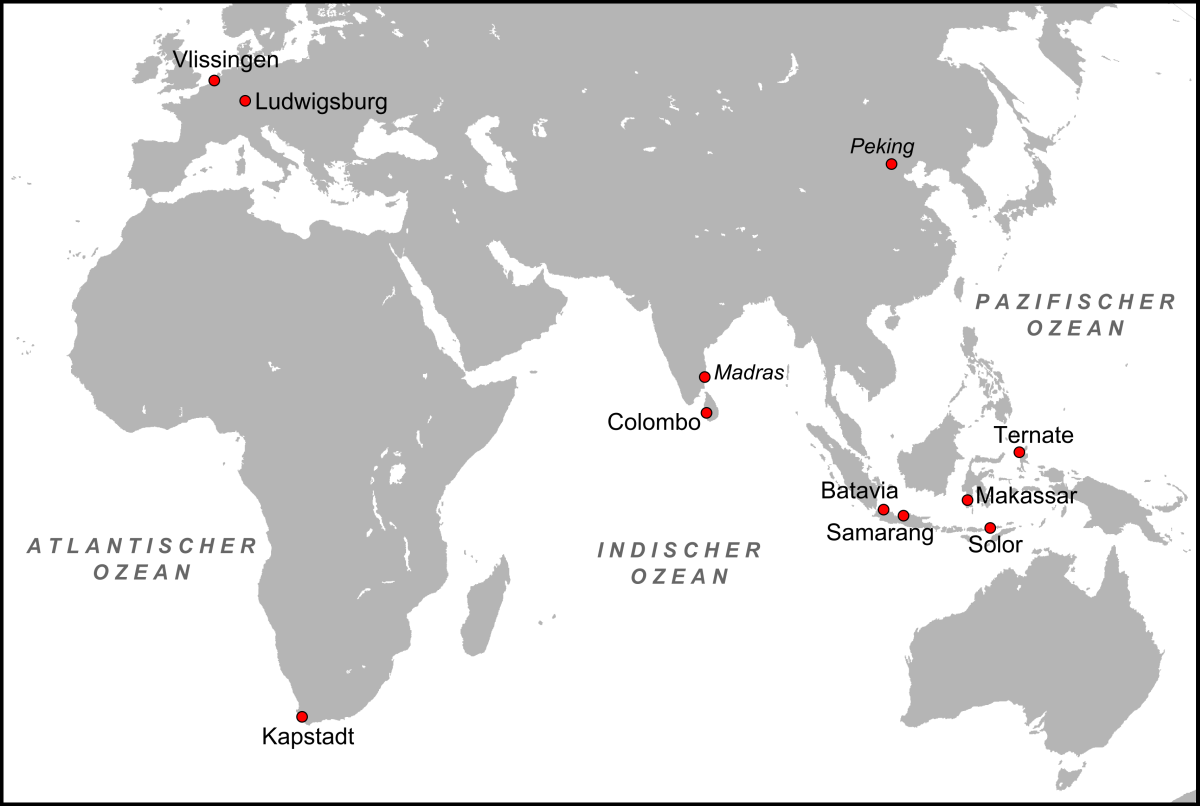
Haupteinsatzorte des Kapregiments

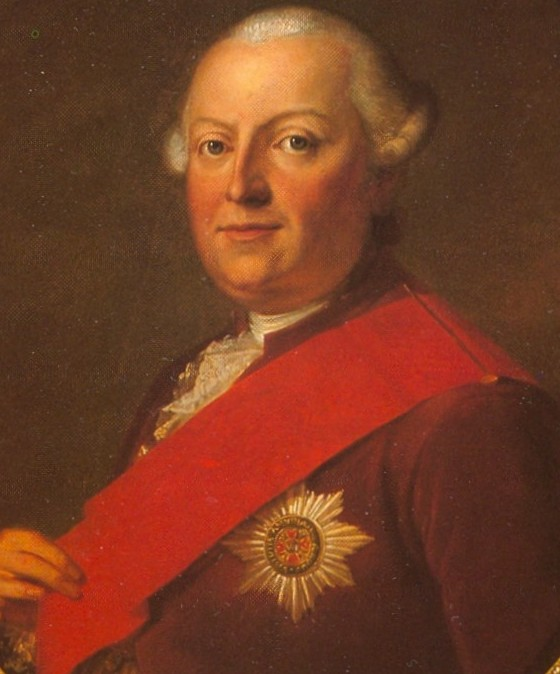
Herzog Carl Eugen von Württemberg (1737–1793)

Kapregiment ist die geläufige Bezeichnung des Infanterie-Regiments Württemberg. Andere Bezeichnungen waren Kaper-Regiment und Indisches Regiment. Das von 1787 bis 1808 bestehende Subsidienregiment wurde eigens zur Unterstützung der Niederländischen Ostindien-Kompanie (V.O.C.). aufgestellt. Dieses Handelsunternehmen hatte vom niederländischen Staat unter anderem das Recht erhalten, seine Interessen im Bedarfsfall militärisch durchzusetzen und hierzu eigene Streitkräfte aufzustellen und zu unterhalten. Von den insgesamt 3.200 aus Württemberg abmarschierten Soldaten kehrten nur 100 zurück.

## Hintergrund

### Politische Ereignisse in Europa
Die politische Entwicklung in Europa hatte auch Auswirkungen auf die überseeischen Besitzungen der an den einzelnen Konflikten beteiligten Staaten und somit direkt auf das Schicksal des Regiments in Afrika und Indien.
- 1787 Abmarsch des Regiments in die Hoheitsgebiete der V.O.C.
- 1789 Französische Revolution
- 1792 Erster Koalitionskrieg bis 1797, als Folge am 1. Februar 1793 Kriegserklärung Frankreichs an die Vereinigten Niederlande
- 1795 Ausrufung der Batavischen Republik, Großbritannien besetzt die niederländischen Kolonien (11. Juni britische Kriegsschiffe in der False Bay, 3. August britische Kriegsschiffe vor Trincomalee)
- 1798 Auflösung der V.O.C. und Übertragung ihrer Territorien an die Batavische Republik
- 1799 Zweiter Koalitionskrieg bis 1802
- 27. März 1802 Friede von Amiens, als Folge gibt das Vereinigte Königreich 1803 das Kap der Guten Hoffnung an die Batavische Republik zurück
- 1805 Dritter Koalitionskrieg
- 1. Januar 1806 Württemberg wird Königreich
- 8. Januar 1806 Das Kap wird endgültig britische Kolonie
- 1. März 1808 Auflösung des Regiments

### Währungen

1 / 3 Reichstaler

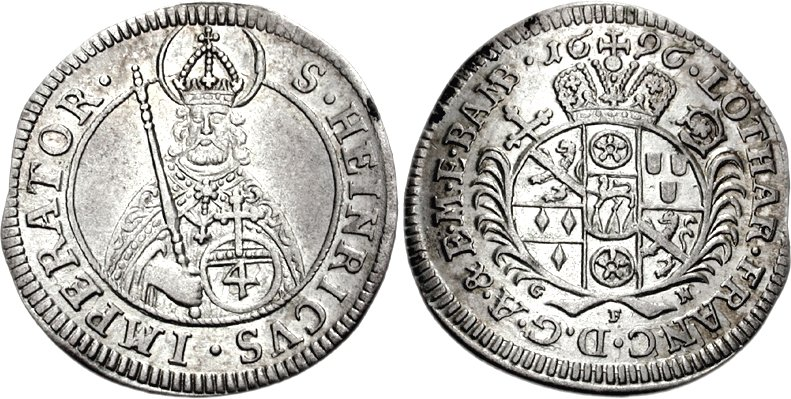
Batzen

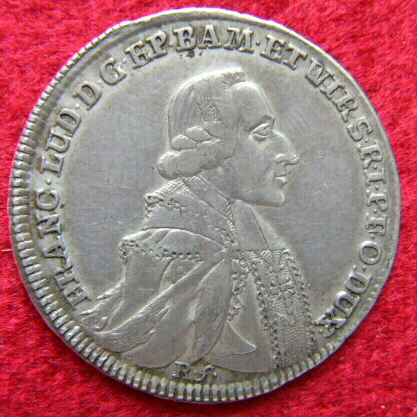
Kreuzer

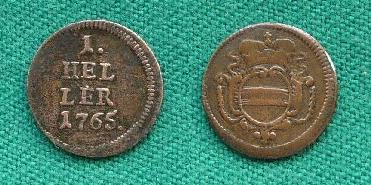
Heller

Zum Verständnis der immer wieder genannten Geldbeträge und ihres Wertes werden hier die damals gängigen Währungen kurz dargestellt. Ein Vergleich der Preise für Waren und Dienstleistungen ist wegen deren unterschiedlicher Bedeutung zu den verschiedenen Zeiten nur annäherungsweise möglich.
Ungeachtet der verschiedenen im Umlauf befindlichen Währungen galt im Deutschen Reich der Reichstaler als Währungs- und Recheneinheit, in den Niederlanden der Rixdaler (Rijksdaalder). Dies war jedoch nur für wenige Wohlhabende und Kaufleute wichtig, normale Leute kannten und rechneten nur mit den kleineren Münzen, bestenfalls Gulden, in Württemberg meistens mit Batzen = 2 halbe Batzen = 4 Kreuzer = 16 Pfennige = 32 Heller.
Ende des 18. Jahrhunderts betrugen die Werte in Europa:
1 Reichstaler = 1 ½ fl. (Gulden) = 90 xr (kr., Kreuzer) = 240 dl. (Pfennige)
1 Gulden = 60 Kreuzer (= 20 Stuiver)
1 Batzen = 4 Kreuzer
1 Kreuzer = 4 Pfennige
1 Pfennig = 2 Heller
In den Niederlanden galt
1 Rixdaler = 1 Ducaton = 3 niederländische Gulden = 2 ½ Gulden = 60 Stuiver (Stüber)
(entspricht in Württemberg 150 Kreuzern) (etwa 30,60 Euro)

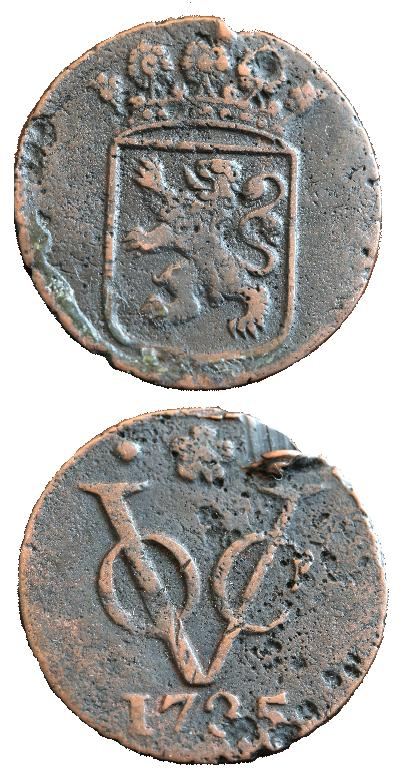
Duit der V.O.C.

Am Kap der Guten Hoffnung und auf den indischen Inseln aber galt bei der V.O.C. („valeur de’l Inde“) um 1790
1 Kaprixdaler = 3 Kapgulden = 2 niederländische Gulden = 48 (V.O.C.-)Stuiver (etwa 20,40 Euro)
1 Ducaton = 72 (V.O.C.-)Stuiver
1 Kapgulden = 16 (V.O.C.-)Stuiver
1 (V.O.C-)Stuiver = 8 (V.O.C.-)Duit
Für das Regiment galt aber die Festlegung in Artikel 9 des Subsidienvertrages: „les Rixdalers à Soisante quatre Stüvers“. Dieser Kurs galt für Abrechnungen des Regiments selbst (Regimentskasse) mit der V.O.C. wie auch für seine Angehörigen. Der Geldtransfer aus den Kolonien nach Europa geschah wegen der Gefahren des Seeweges nicht durch Transport von Münzgeld, sondern bargeldlos durch Einzahlen in die Kasse der V.O.C. (=Gutschrift auf ein Konto) in Übersee und Abheben des Guthabens bei der Kasse der V.O.C. in Europa.
Der Kurs brachte für die Geworbenen zwei Nachteile, die ihnen bei Abschluss ihrer Kapitulation nicht bekannt waren (oder, soweit einzelne Offiziere vielleicht Teile des Vertrages kannten, nicht klar waren). Zum einen bedeutete dies, dass die Angehörigen des Regiments erst für 64 Stüver 1 Rixdaler (oder 2 ½ Gulden) bekamen anstatt für 60, also einen Verlust von 6,6 % hatten. Durch die Auszahlung „valeur de l’Inde“ erhielten sie außerdem nur in den Kolonien gültiges Geld (Kaprixdaler, Kapgulden, V.O.C.-Stuiver). Für 1 am Kap bar ausgezahlten Gulden Sold konnten sie dort 16 V.O.C.-Stuiver einzahlen. Um in Europa 1 Gulden ausbezahlt zu bekommen, mussten sie aber 20 V.O.C.-Stuiver einzahlen („… 270 Gulden. Würden diese in der Kompagniekasse [=Kasse der V.O.C.] stehen gelassen, so würde dafür am Ende des Jahres Rechnung nach Europa assigniert und dorten mit 270 Gulden holländisch oder 5400 Stüber bezahlt. Nun aber muß das Regiment solche auf dem Cap einnehmen, den Rixdaler zu 64 Stüber, tut 4050 Stüber. Dieses Geld wird in auf dem Cap zu 48 Stüber coursirenden Rixdalers oder nach diesem nämlichen Verhältnis in Ducatons zu 72 Stüber bezahlt. Und diese nämlichen Ducatons nimmt die Kompagnie in ihre Kasse zur Ausbezahlung in Europa nicht höher als zu 67 Stüber; und bezahlt also statt 4050 Stüber, in Holland nur 3766 Stüber, oder statt 270 Gulden nur 188 Gulden 6 Stüber.“)
Auf Java erfolgte die Bezahlung in minderwertigem Kupfergeld. Nach einem Bericht Magister Spöhnleins betrug der Wert der ausgezahlten Gage von 100 fl. in Wirklichkeit noch 38 niederländische oder 36 württembergische Gulden.

## Subsidienvertrag
Am 1. Oktober 1786 schloss Herzog Carl Eugen von Württemberg mit der Niederländisch-Ostindischen Kompanie einen Kapitulationsvertrag (Verpflichtungszeit) über die Stellung eines Infanterie-Regiments und einer Artillerie-Kompanie zur Stationierung auf dem Kap der Guten Hoffnung. Die Vertragsverhandlungen waren durch eine Initiative des aus Württemberg stammenden Capitaine und Kriegskommissarius Ludwig Friedrich von Knecht, der in Diensten der V.O.C. stand, 1784 begonnen worden. Dabei übersahen die württembergischen Unterhändler die politische und finanzielle Situation der V.O.C., die zu diesem Zeitpunkt bereits im Niedergang begriffen war.
Wichtigste Vertragspunkte waren einerseits der Sollstand des Regiments mit Gliederung, genauer Bestimmung von Anzahl, Dienstgraden und Sold des Personals sowie der Bewaffnung und Uniformierung und andererseits die Zahlungsverpflichtungen der V.O.C. Danach sollte das Regiment aus zwei Bataillonen mit je fünf Kompanien (vier Füsilierkompanien und je eine Grenadier- bzw. eine Jäger-Kompanie) und einer Artillerie-Kompanie mit einer Stärke von 58 Offizieren, 170 Unteroffizieren und 1.751 Mannschaften bestehen. Die V.O.C. verpflichtete sich gegenüber dem Herzog zu einer einmaligen Zahlung von 300.000 fl. („Florins argent d’Hollandaise“, zu den Währungen siehe Absatz oben) für die Aufstellung und erstmalige Ausrüstung des Regiments und 72.000 fl. für den Transport bis zum Gestellungsort Vlissingen sowie danach jährlich 65.000 fl. für den Personalersatz der voraussichtlich entstehenden Verluste (gemäß einem am 13. November 1797 abgeschlossenen Vertrag betrug diese Summe ab 1797 nur noch 35.000 fl. jährlich). Die Inhaber der Kompanien sollten monatlich 45 fl. (Füsilier-Kompanien) bzw. 55 fl. (Grenadier-, Jäger-, Artillerie-Kompanie) für die Instandhaltung der Waffen und der Montur erhalten. Gegenüber den Soldaten verpflichtete sie sich nur zur Zahlung der Gage an die Offiziere und des Soldes an die Unteroffiziere und Mannschaften (sowie zum Erbringen der im niederländischen Kapitulationsschein genannten Leistungen).
Obwohl zwei Jahre verhandelt wurde, hatte der Vertrag für den Herzog bzw. die Geworbenen viele Nachteile, auch weil sich die württembergischen Unterhändler mit den Gepflogenheiten in den Kolonien nicht auskannten und die Unterhändler der V.O.C. in eigenem Interesse nicht darauf hinwiesen bzw. notwendige Regelungen nicht in den Vertrag aufnahmen. So enthielt er u. a.
- keine zeitliche Begrenzung (Prinz S. 14: „Die Kompanie hatte sich wohlweislich gehütet, den Vertrag nur auf eine bestimmte Anzahl von Jahren abzuschließen. Als Grund hierfür hatte sie mit größter Offenherzigkeit durch ihre Unterhändler mitteilen lassen, sie wünsche nicht, sich mit den Kosten für einen etwa notwendig werdenden Rücktransport des Regiments zu belasten.“);
- nur für die V.O.C. das Recht der Kündigung;
- das Recht der V.O.C., das Regiment überall dort einzusetzen, wo sie es für gut befand.[EN 4] Dieser Vertragsteil wurde von beiden Vertragspartnern dem Regiment gegenüber bis 1791 geheim gehalten. Damit hatte der Herzog – nur nominell Inhaber des Regiments – nach der Übergabe des Regiments keine Einflussmöglichkeit auf dessen weitere Verwendung. Mehrere Proteste/Eingaben der Offiziere beim Herzog ab 1791 blieben erfolglos.
- den Vorbehalt, nur die V.O.C. dürfe Material zum Ersatz der Monturen liefern.[EN 5] Da hierzu jedoch keine Qualitäts- und Preisangaben im Vertrag festgelegt waren, nützte sie dies in den folgenden Jahren durch mindere Qualität der Waren bzw. überhöhte Preise aus (die zudem in den Niederlanden mit Rixdalern zu 64 Stuivern bezahlt werden mussten, während das Regiment nur Rixdaler zu 48 Stuivern einnahm). Die jeweiligen Regiments- und Kompanieinhaber erreichten daher nie die erwarteten Einkünfte.
- die Festlegung, die Gagen und der Sold würden in „indischer Währung“[EN 6] bezahlt, was den Geworbenen nicht bekannt war. Die Auswirkungen sind oben im Absatz Währung näher beschrieben.

Nach Abschluss des Vertrages wurde im November 1787 Hauptmann von Penasse als militärischer Geschäftsträger ständiger Vertreter des Herzogs bei der Kammer der V.O.C. in Middelburg. Zu seinen Aufgaben gehörten die weiteren Verhandlungen mit der V.O.C. über alle weiteren Fragen.
Nachdem Anfang 1796 Herzog Friedrich Eugen von der Besetzung des Kaps der Guten Hoffnung durch Großbritannien erfahren hatte, plante er, das Regiment in britische Subsidien zu geben und gleichzeitig eine Erhöhung der jährlichen Zahlung auf 100.000 fl zu erreichen. Der Oberhofmeister des Erbprinzen Friedrich, Karl von Zeppelin, der sich bereits in London befand, nahm entsprechende Verhandlungen auf. Sie scheiterten aber an der Ablehnung des Angebots durch den britischen Hof.

## Werbung des Regiments
Für die Aufstellung des Regiments stand nur ein knappes halbes Jahr zur Verfügung. Nach dem am 21. Oktober 1786 mit dem ehemaligen Grenadier-Hauptmann von Langsdorff abgeschlossenen Werbekontrakt verpflichtete sich dieser, die benötigte Anzahl Soldaten zu werben und nach Ludwigsburg zu liefern. Er konnte weitere Werbeoffiziere einstellen, dazu erhielt er zusätzlich ein Kommando von zwanzig Unteroffizieren und Mannschaften des württembergischen Militärs zum Transport der Geworbenen. Er bekam pro geworbenem Mann 36 fl. außerdem wurde ihm der Charakter eines Obristwachtmeisters verliehen.
Geworben wurde nicht nur im Herzogtum Württemberg, sondern auch in den benachbarten kleineren Herrschaften und Reichsstädten bis nach Frankfurt a. M. Das Handgeld betrug – abhängig von der Größe und Tauglichkeit des Geworbenen – 16 bis 36 fl. Der zugesagte Sold in Höhe von 9 bzw. 9½ fl. pro Monat war im Vergleich zu sonstigen Einkommen in der damaligen Zeit (z. B. erhielt ein württembergischer Tagelöhner 12 kr (Kreuzer) = 1/5 fl. pro Tag, ein Knecht 30–40 fl. im Jahr) hoch, so dass die Gewinnung der Mannschaften zunächst keine Schwierigkeit machte, zumal die Obrigkeit mit leichtem Zwang nachhalf, um unerwünschte Personen loszuwerden (Allerdings wussten die Geworbenen nicht, dass der Sold in niederländischen Gulden bezahlt werden würde, deren Wert war rund 25 % niedriger als die Gulden im Reich). Vor dem Abmarsch des I. Bataillons stellte der Herzog persönlich den Angetretenen frei, jeder, der nicht nach Afrika wolle, könne das Regiment sofort wieder verlassen. Dies taten jedoch nur wenige.
Die Offiziere und Unteroffiziere kamen aus bestehenden württembergischen Regimentern, wobei die Offiziere zwischen 700 und 1.000 fl. an den Herzog zahlen mussten, um eine Stelle zu bekommen. Dieser benutzte ebenfalls die Gelegenheit, ihm unangenehme Offiziere aus dem Land zu schicken. Ebenso „versorgte“ er sechs seiner illegitimen Söhne (Oberstleutnant Graf Wilhelm von Franquemont, Leutnante Karl David von Franquemont (v. Franquemont I), Friedrich von Franquemont (v. Franquemont II), Karl von Franquemont (v. Franquemont III), Grenadier-Hauptmann (1791 Major) Karl von Ostheim, Oberleutnant (später Capitänlieutenant) Karl Alexander von Ostheim).
Die Verpflichtungszeit (Kapitulationszeit) betrug mindestens fünf Jahre, gerechnet vom ersten Tag der Ankunft auf dem Kap der Guten Hoffnung. Eine Weiterverpflichtung mit einer Erhöhung des Soldes war möglich.
| „Capitulation Für den von im Meß [Maß, Größe] haltend welcher gegen Empfang Hand-Geld, unter dem Herzoglich-Württembergischen - zum Dienste der Ostindisch-Holländischen Compagnie bestimmten Infanterie-Regiment, auf die Zeit von sechs Jahren, und zwar von bis dergestalt sich hat anwerben lassen, daß ihm während seiner Dienst-Zeit Monatlich Neun Gulden Holländisch zum Solde abgereicht- und er darneben nicht nur die- den Trouppen gedachter Com- pagnie gewohnlich zu gutem kommenden Vortheile an Verpflegung, Bequartier- rung, auch wie sie sonsten zu Nahmen haben mögen, zu geniesen habe, sondern auch, wann er nach ausgedienter Capitultion in sein Heimwesen zuruck kehren will, unentgeltlich und frey transportiert und verpflegt nach Holland zuruck ge- bracht werde, auch überdiß bey seiner Ankunft daselbst eine Gratification von Ein Hundert Gulden Holländisch von der Ostindisch-Holländischen Compagnie baar ausgezahlt erhalten soll. Woferne aber derselbe bey dem Regiment neurdings zu capitulieren Lust tragen sollte, wird ihm bey jeder Capitulations-Erneurung, eine Verhältniß- mässige Sold-Erhöhung zugesagt, unter Vorbehalt aller Vortheile, die ihm bey seiner Verabschiedung, wie oben besagt, verwilliget bleiben. Urkundlich diese auf Höchste Ordre Seiner Herzoglichen Durchlaucht ihme augestellten- unter meiner eigenhändigen Nahmens-Unterschrift gefertig- ten Capitulations-Scheins. Sr. Herzoglichen Durchlaucht zu Würtemberg“ |

In Vlissingen mussten alle erneut unterschreiben, wobei die V.O.C. nur diese Kapitulation anerkannte. Wohl die wenigsten konnten den niederländischen Text verstehen.
| „Acte van Capitulatie Is heeden in Krygsdienst der Nederlandsche Goectroieerde Oost-Indische Compagnie aangenoomen. als Fuselier, om dezel- ve Compagnie den tyd vam vyf Jaaren in Indien te dienen, ge- nietende geduurende dien dienst neegen Gulden’s Maands, be- halven nog het gewoon randcoen en kostgeld, voort een vry tarnsport naar, en uit Indien, en onerhoud aan bord, be- nevens een geheel vrye uytrustung, en na uytgedient verband in Indien by te rugkomst hier te Lande, boven die alles een gratificatie van Honderd Guldens. Deeze Acte van Capitilatie geeft van het een ander vol- kommen verzeekering.“ |

Offiziere konnten jederzeit mit Genehmigung des Regimentskommandeurs und des jeweiligen Garnisonskommandeurs ihren Dienst quittieren, wovon viele im Laufe der Jahre Gebrauch machten. Sie wurden durch Beförderungen aus dem Regiment ersetzt. Auch konnten die Offiziere „Heimaturlaub“ machen, allerdings die Fahrten auf eigene Kosten und ohne Gage während der ganzen Abwesenheit.
Bis 1794 wurde immer wieder Mannschaftsersatz nachgesandt. Dies geschah zunächst von Württemberg aus, da aber der Transport in die Niederlande dem Herzog zu teuer war und viele auf dem Marsch desertierten, wurde ab 1790 unter Major von Penasse als ständigem Vertreter des Herzogs in den Niederlanden in Middelburg eine Werbezentrale eingerichtet. Insgesamt wurden bis 1795 noch rund 1.200 Mann nachgesandt.
1792 lief die erste Kapitulation (Verpflichtungszeit) ab. Die meisten verpflichteten sich gegen ein Handgeld von zwölf niederländischen Rixdalern und höheren Sold für weitere fünf Jahre und später noch einmal, da sie keine Möglichkeit sahen, in die Heimat zurückzukommen. (Die V.O.C. hatte zwar kostenlosen Rücktransport zugesagt, beförderte aber auf ihren Schiffen vorzugsweise zahlende Passagiere, so dass die Verabschiedeten monatelang ohne Einkommen auf eine Mitfahrgelegenheit warten mussten.)

## Das Regiment
Einen „offiziellen Aufstellungstermin“ des Regiments gibt es nicht. Anfang November 1786 traten der Kommandeur, die Offiziere des Stabes des I. Bataillons und der erste Regimentsquartiermeister (für die Kasse verantwortlich) ihren Dienst an, die Rekrutierten trafen nach und nach ein. Nach seiner Aufstellung in Ludwigsburg wurde das I. Bataillon am 2. Mai, das II. Bataillon am 26. Oktober 1787 in Vlissingen auf die V.O.C. vereidigt. Regimentsinhaber blieb nominell die ganze Zeit der regierende Herzog von Württemberg, jedoch weder Carl Eugen noch seine Nachfolger, an die der jeweilige Regimentskommandeur regelmäßig (soweit die politische Lage Schiffsverkehr nach dem Festland in Europa zuließ) Rapporte sandte, kümmerten sich weiter um das Regiment.
Das Regiment wurde am 1. März 1808 auf Befehl des niederländischen Generalgouverneurs in Niederländisch-Ostindien, General Herman Willem Daendels, offiziell aufgelöst, die dann noch lebenden restlichen 229 Mann einschließlich der Offiziere wurden trotz deren Protest in die dortigen niederländischen Truppen eingegliedert.

### Stärke und Gliederung

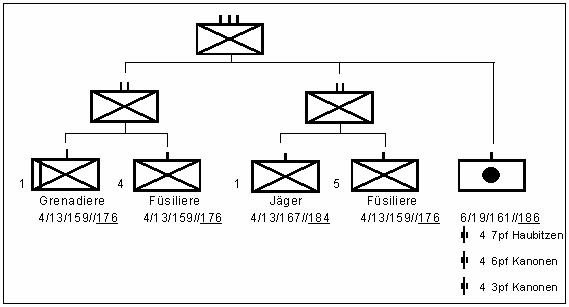
Kapregiment / Infanterie-Regiment Württemberg

Das Regiment gliederte sich in zwei Bataillone und eine Artillerie-Kompanie. Die folgende Aufstellung zeigt die Gliederung 1787 bei Übergabe des Regiments an die Niederländisch-Ostindische Kompanie, in Klammern dahinter die Namen.
Der Regimentsstab setzte sich zusammen aus den Stabsoffizieren
- 1 Oberst und Regimentskommandeur (Theobald von Hügel, † 30. Juni 1800), zugleich Kommandeur des I. Bataillons

Nachfolger:
Einen offiziellen, vom Herzog eingesetzten Nachfolger gab es nicht. Nach dem Tod von Hügels übernahm der 1798 vorläufig zum Major beförderte Franz Karl Philipp von Winckelmann als dienstgradhöchster Offizier in Indien noch in Gefangenschaft nominell das Kommando über die Teile des Regiments auf Ceylon (Major Vellnagel war am 21. April 1796 in Gefangenschaft in Madras gestorben), im Herbst 1806 übernahm er auf Java das Kommando über den Rest des Regiments.
- 1 Oberstleutnant (Friedrich Wilhelm von Franquemont, † 13. Dezember 1790 in Kapstadt), zugleich Kommandeur des II. Bataillons

Nachfolger:
* 1791–1791 Oberstleutnant Maximilian von Jett († 19. Oktober 1791 in Batavia)
* 1791–1792 Oberstleutnant Karl von Ostheim (trat im November 1792 in Batavia in niederländische Dienste, † 20. Februar 1793 in Batavia)
* 1792–1807 Oberstleutnant Johann David Gottlieb von Schmidgall († 5. Januar 1807 in Samarang)
* 1807–1808 Oberstleutnant Franz Karl Philipp von Winckelmann (trat 1808 in reguläre niederländische Dienste)
- 2 Majore (Premier Major Maximilian von Jett, I.Bataillon, und Seconde Major Isaak von Stackmann, II. Bataillon)
- 1 Secretair du Colonel (Seconde-Leutnant Heinrich Dollfuss)

und den Stäben der beiden Bataillone.
Das I. Bataillon mit einer Anfangsstärke von 32 Offizieren, 78 Unteroffizieren und 962 Mannschaften bestand aus
Großer Stab
- Adjutant (Premier-Leutnant Johann Christoph Friedrich von Hügel)
- erster Regimentsquartiermeister (Hauptmann Gottlieb Binder, kehrte zurück)
- erster Auditor (Hauptmann Ernst Friedrich Steeb)
- Regimentspfarrer (Magister Johann Friedrich Spoenlin, kehrte 1792 „wegen Krankheit“ nach Württemberg zurück)
- Chirurgien Major (Dr. Friedrich Ludwig Liesching, schied 1795 aus und blieb in Südafrika)[EN 11]

Kleiner Stab
- 2 Porte Enseigne (Fähnriche von Obernitz, Schaiblin)
- 2 Feldprediger
- 1 Tambourmajor
- 1 Profoss
- 6 Hautboisten (Musikanten)
- 1 Büchsenschäfter (Waffenmeister)

einer Kompanie Grenadiere (Hauptmann Karl von Ostheim) und
vier Kompanien Füsiliere
Oberst-Kompanie (Stabskapitän Johann Michael Beurlin)
Majors-Kompanie (Stabskapitän Gottlieb August Döbener)
Kompanie Uttenhouven (Hauptmann Christoph Wilhelm von Uttenhouven)
Kompanie Diez (Hauptmann Franz Anton von Diez)
Das II. Bataillon mit einer Anfangsstärke von 28 Offizieren, 92 Unteroffizieren und 972 Mannschaften bestand aus
Großer Stab
- Adjutant (Premier-Leutnant Gottfried Eberhard Hoffmann)
- zweiter Regimentsquartiermeister (Leutnant Christoph Wilhelm Stecherwald, † 18. August 1792 in Batavia)
- zweiter Auditor (Leutnant Friedrich Gottlob Koch)
- Feldprediger (Johann Gottlieb Gartbach)
- zweite Regimetsfeldscherer (Johann Gottlieb Poeselt)

Kleiner Stab
- 2 Porte Enseigne (Fähnriche Charles, David)
- 1 Tambourmajor
- 1 Profoss
- 3 Hautboisten (Musikanten)
- 1 Büchsenschäfter (Waffenmeister)

einer Kompanie Jäger (von Dhen) und
vier Kompanien Füsiliere
Oberstleutnant-Kompanie (Stabskapitän Franz Carl von Stockhorn)
Majors-Kompanie (Stabskapitän Carl Joseph von Landsee)
Kompanie Czabelizki (Hauptmann Johann Carl Wenzeslaus Graf von Czabelizki)
Kompanie Vellnagel (Hauptmann Vellnagel)
Die Artillerie-Kompanie (Hauptmann Johann Daniel von Schmidgall) führte vier siebenpfünder Haubitzen, vier dreipfünder Kanonen und vier sechspfünder Kanonen mit und hatte eine Anfangsstärke von 6 Offizieren, 19 Unteroffizieren und 161 Mannschaften. Nach den ursprünglichen Plänen der V.O.C. sollte die Kompanie die Grundlage für eine „Genie- und Artillerieschule“ am Kap bilden. Dazu kam es jedoch nicht.

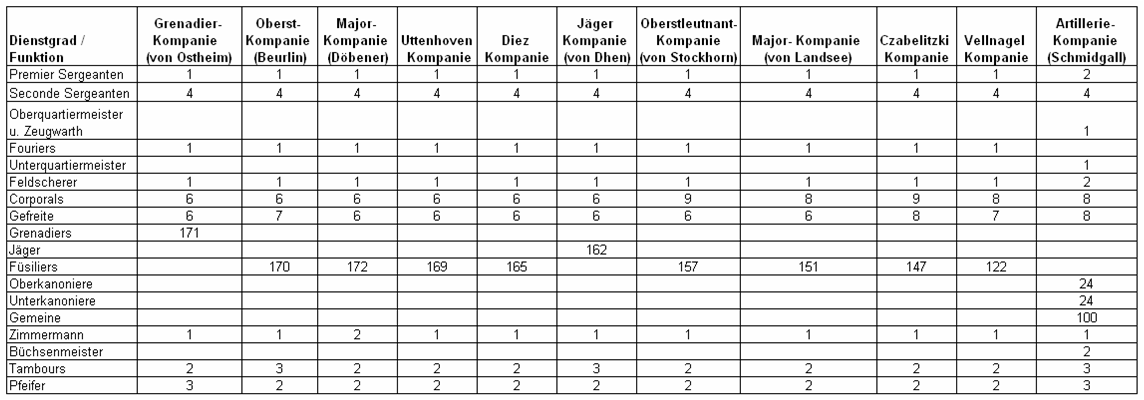
Stärken des württembergischen Kapregiments beim Abmarsch von Ludwigsburg 1787

Die Stärken (Unteroffiziere und Mannschaften) der Kompanien beim Abmarsch aus Ludwigsburg zeigt nebenstehende Tabelle. Die Aufteilung der Offiziere (außer den oben genannten) auf die Kompanien lässt sich aus den Unterlagen nicht mehr zuordnen.
Bis zur Auflösung des Regiments erfolgten viele Veränderungen bei den Offizieren und Unteroffizieren. Versetzungen wurden durch den Regimentskommandeur ausgesprochen, ebenso die Beförderungen von Unteroffizieren und Mannschaften. Die Beförderungen der Offiziere ließ der Regimentskommandeur vom jeweiligen Gouverneur der V.O.C. bestätigen und sprach sie dann vorläufig aus. Das endgültige Offizierspatent musste dann noch vom württembergischen Kriegsrat bzw. Herzog von Württemberg bestätigt werden, was bei den unsicheren Post(Schiffs-)verbindungen oft Monate dauerte.

### Bewaffnung und Ausrüstung
Die Bewaffnung war in Artikel 8 des Subsidienvertrages genau geregelt. Die Füsiliere waren mit Musketen mit Bajonett, die Jäger mit Büchsen und Säbeln bewaffnet, dazu trugen alle Patronentaschen (Kartuschen) an Riemen über die Schulter. Die Offiziere und Sergeanten trugen Degen. Die Feuerwaffen wurden aus Suhl beschafft, die übrige erste Bewaffnung und Ausrüstung wurde im Herzogtum hergestellt.
Die sonstige Ausrüstung des Regiments (Artikel 18 des Subsidienvertrages: Ustensiles de Campagne) wurde von der V.O.C. gestellt.
Bereits auf dem Transport zum Kap der Guten Hoffnung wurde ein Teil der Uniformen und Ausrüstungen unbrauchbar.
Gelang es während des Aufenthalts auf dem Kap der Guten Hoffnung noch, die Bewaffnung und Ausrüstung einigermaßen instand zu halten oder zu ergänzen (pro Kompanie standen hierzu nur monatlich 45 fl. (Füsilier-Kompanien) bzw. 55 fl. (Grenadier-, Jäger-, Artillerie-Kompanie) zur Verfügung), so war dies auf den hinterindischen Inseln nicht mehr möglich.
„Madras in Fort St. George 21ten February 1804
Armatur Liste ….
22. März 1794 nebst der Compagnie übernommen von dem damaligen ad interim die Compagnie commandierenden Lieutenant Beurlin 123 Gewehr, 129 Säbels, 129 Cuppels, 123 Patronentaschen, 125 Caquets, 2 Trommeln
Bei denen zwei Expeditionen nach Banda und Ternate sind verlohren und zerbrochen Casquets und Lederzeug gänzlich von älle, zerfallen 20 Gewehr, 32 Säbels, 109 Cuppels, 59 Patronentaschen, 125 Casquets, 1 Trommel
In das hiesige Arsenal sind abgegeben worden
83 Gewehr, 93 Säbels, 44 Patronentaschen, 1 Trommel
In Gebrauch bei der compagnie und gegenwärtig
10 Gewehr, 2 Säbels, 20 Patronentaschen und 20 Cuppels“
Die Bewaffnung und Ausrüstung geriet immer mehr in einen kaum mehr brauchbaren Zustand, zumal die V.O.C. nur noch versuchte, die Ausgaben für das Regiment zu verringern.

### Regimentswirtschaft
Oberst von Hügel unterschied sich nicht von anderen Regimentskommandeuren seiner Zeit. Die Entfernung zu Württemberg und die damit fehlende Kontrolle durch die Verwaltung erleichterten – und erzwangen sogar manchmal – die Verquickung persönlicher Geschäfte mit denen des Regiments. Hügel nahm das eigentlich dem Regiment zugestandene Recht auf Betrieb von Weinschenken, Bäcker-, Metzger-, Schneider- und Schuhmacher-Geschäften für sich allein in Anspruch und belieferte aus diesen Geschäften das Regiment, selbstverständlich mit Gewinn. So wurde ihm dann auch später vorgeworfen, dass er „die ihm als Commandanten übertragene Regiments-Administration zunächst für sich, für das Regiment aber nur insofern besorgte, als er sich demselben als Verkäufer gegenübergestellt und seine amtliche Stellung dadurch in eine eher kaufmännische verwandelt habe.“ Er spannte auch den Ersten Regimentsquartiermeister Binder, nach dessen Ausscheiden aus dem Regiment 1792 Johann Martin Canzleiter (siehe Einzelschicksale), in seine privaten Geschäfte ein. Die Verquickung war auch der Grund für den unten dargestellten Prozess um vorenthaltenen Sold.

### Uniform

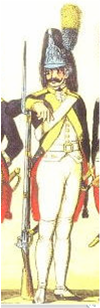
Soldat des Kapregiments

Die Uniform entsprach den damaligen europäischen Uniformen. Sie war somit für Südafrika vielleicht noch geeignet, keineswegs jedoch für den Dienst in den Tropen. Den Gepflogenheiten der damaligen Zeit entsprechend (Kompaniewirtschaft) war sie von den Verpflichteten selbst zu bezahlen, den Unteroffizieren und Mannschaften wurde dies in Raten vom Sold abgezogen. Die Soldaten kamen daher bereits mit Schulden am Kap an.
Die Soldaten trugen einen blauen Tuchrock mit roten Schoßumschlägen, gelbem Kragen, gelben Rabatten, Aufschlägen und Achselklappen, eine weiße Weste, eine schwarze Halsbinde, weiße Hosen, schwarze Tuchgamaschen und Schnallenschuhe sowie als Kopfbedeckung ein Kaskett. Dieses war aus Leder mit einem Schild aus verzinntem Messing (Offiziere silbern), einem schwarzen (für Offiziere weißen), hinten herabhängenden Rosshaarkamm und einem gelb-blauen Federbusch auf der linken Seite. Auf dem oberen Teil des Schildes befand sich das niederländische, auf dem unteren das württembergische Wappen, auf den Buckeln an den Seiten des Kasketts der Namenszug des Herzogs (bei den Grenadiere Granaten). Der Preis einer Montur betrug rund 50 fl (siehe dazu auch unten die Aufstellung im Absatz Marsch in die Niederlande: Kosten des Marsches). Die Soldaten hatten auch den damals üblichen Zopf.
Jeder Mann und Unteroffizier erhielt in Vlissingen eine Schiffskleidung („Camisol mit Ermeln von weißem Tuch, 1 Pr wisse Tuchlazhosen, 1 Pr leinene Unterhosen, 1 Roquelaur, 1 Pr Matelotte Hosen von grauer Leinwand, 2 blaue Hemder, 1 Trilchener Lapp, 1 Zwilchen Camisol mit Ermel und Krägen, 1 Pr dergleichen englische Hosen, 1Pr fadene Strümpf“ zum Preis von 22 fl. 1½ kr), die vom Sold abgezogen wurden (siehe dazu auch unten die Aufstellung im Absatz Marsch nach in die Niederlande: Schiffsmontur). Die anderen Uniformstücke waren zu verpacken und durften während der Überfahrt nach Kapstadt ohne besondere Erlaubnis nicht getragen werden. Die verpackte Bekleidung und Ausrüstung kam nach der langen Seereise allerdings zum großen Teil verfault und unbrauchbar in Afrika an und musste (auf Kosten der Soldaten) ersetzt werden.

### Fahnen
Jedes Bataillon erhielt zwei verschiedene Fahnen: eine württembergische mit gelber Grundfarbe und eine aus weißem Taft mit dem niederländischen Wappen auf der einen und den verschlungenen Initialen der V.O.C. auf der anderen Seite.

### Sold und Gage

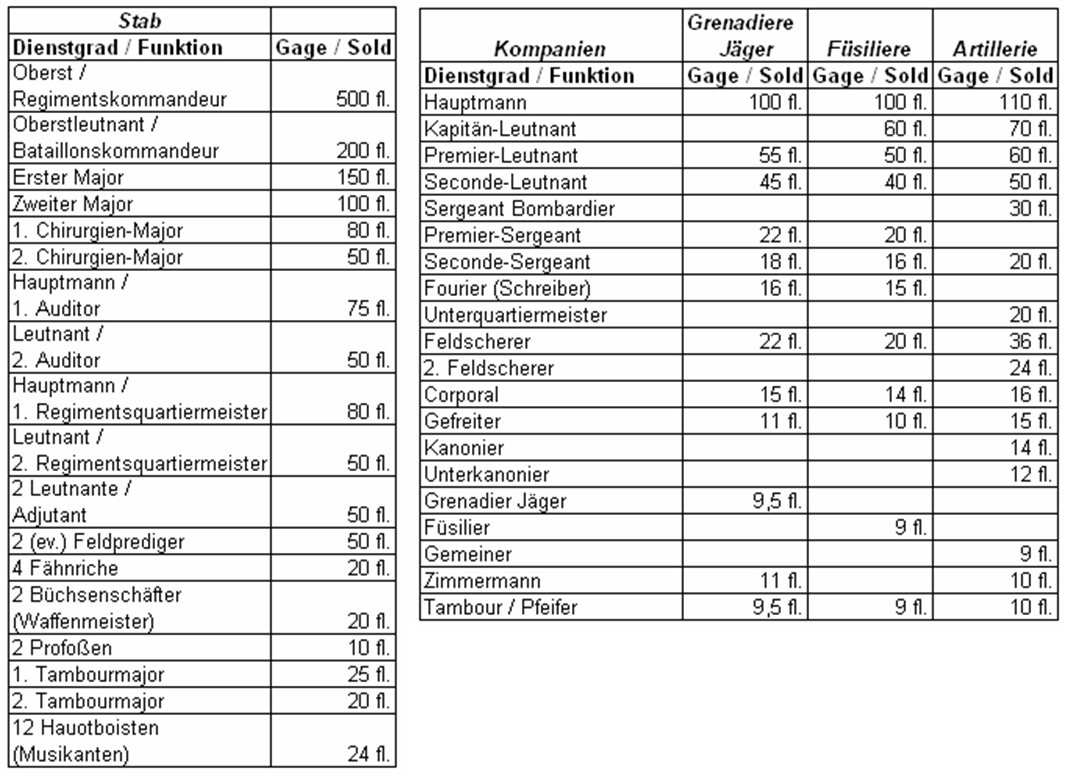
Besoldung des württembergischen Kapregiments 1787–1808

Die Bezahlung der Offiziere (Gage) und der Unteroffiziere und Mannschaften (Sold) war im Subsidienvertrag für jede Dienststellung genau geregelt (im Folgenden ist mit Sold immer auch gleichzeitig Gage gemeint).
Die nebenstehende Tabelle zeigt die Höhe des Soldes in niederländischen Gulden für die einzelnen Dienstgrade. Der Sold wurde auf dem Kap zu zwei Dritteln in nur auf dem Kap umlaufendem Papiergeld oder Kapgulden ausgezahlt, die als Bargeld in Europa gar keinen Wert hatten.
Die tatsächliche Auszahlung des Soldes erfolgte nie komplett. Ein Drittel wurde immer beim Regiment zur Bezahlung der Uniform und Verpflegung einbehalten. Was der Einzelne vom Rest nicht brauchte, konnte er bei der Kasse des Regiments oder der Kompanie stehen lassen. So entstand im Laufe der Jahre ein Sparguthaben, das ihm am Ende der Verpflichtungszeit ausgezahlt wurde. Die niederländischen Truppen und die anderen Subsidientruppen in niederländischen Diensten konnten diese Beträge bei der Kasse der V.O.C. in den Niederlanden stehen lassen. Die V.O.C. weigerte sich, bei den Angehörigen des Regiments auch so zu verfahren, da dies im Vertrag nicht vorgesehen sei. Sie mussten sich also alles Geld in den Kolonien vom Regiment auszahlen lassen, mögliche Ersparnisse in den Kolonien in die Kasse der V.O.C. einzahlen und erhielten dafür in den Niederlanden wie oben dargestellt wertmäßig weniger. Nur einmal gestattete die V.O.C. für vier Jahre, je einen viermonatlichen Sold in den Niederlanden abheben zu dürfen. Dies war letztlich der Grund für den unten beschriebenen Prozess.

### Sonstige Versorgung
Die Offiziere hatten für Unterkunft und Verpflegung auf eigene Kosten zu sorgen.
Die Soldaten mussten außer der Unterkunft alles von ihrem Sold bezahlen. Üblicherweise erhielten sie zu damaliger Zeit alle zwei Jahre neue Kleidung, in diesem Regiment jedoch wegen der stärkeren Beanspruchung in den Tropen jedes Jahr.
Für die Kranken und Verwundeten richtete das Regiment auf dem Kap ein eigenes Hospital (Lazarett) ein. Während des Aufenthalts dort erhielten die Soldaten zwar freie Verpflegung, jedoch keinen Sold.
Der bis zum Todestag angefallene und noch nicht ausbezahlte Sold stand den Erben zu (siehe dazu auch unten den Abschnitt Der Prozess um vorenthaltenen Sold), den entsprechend dem Vertrag noch drei Monate von der V.O.C. zu zahlenden Sold erhielt nach Abzug der Beerdigungskosten der Herzog.

## Einsatz des Regiments

### Marsch in die Niederlande

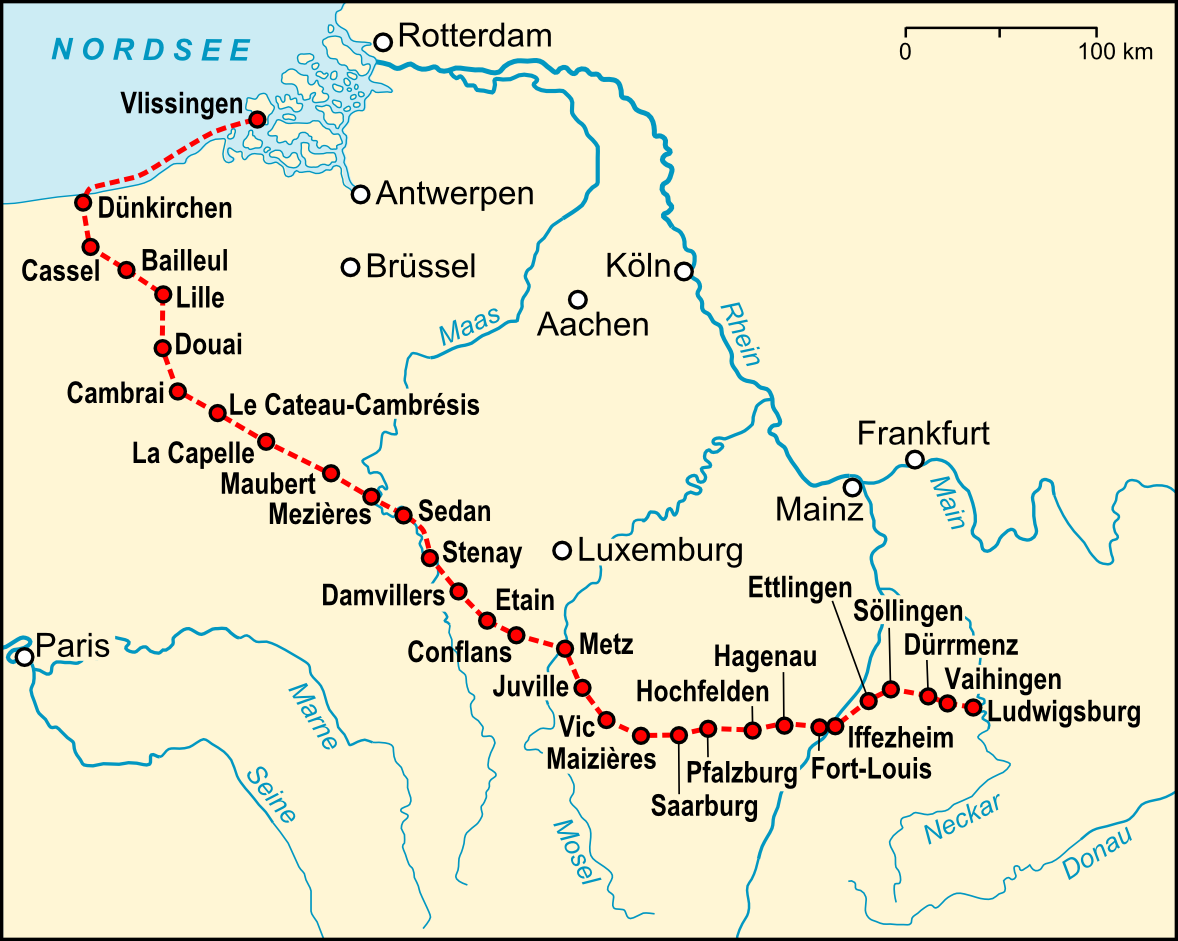
Marschroute nach Dünkirchen/Juville

Das I. Bataillon unter Führung des Regimentskommandeurs marschierte am 27. Februar 1787 mit ca. 950 Mann aus Ludwigsburg ab und erreichte am 4. April Dünkirchen. Der Marsch durch Frankreich war durch König Ludwig XVI. von Frankreich (gegen Bezahlung von 5.000 fl.) gestattet worden. Die Hauptprobleme während des Marsches waren die Bereitstellung der Verpflegung, die Abnutzung der schlechten Schuhe und ihr Ersatz (siehe unten Anmerkung a) Gebühr vom Marsch durch Frankreich) und die Desertionen. Das Bataillon marschierte über Vaihingen an der Enz – 28. Februar Dürrmenz – 1. März Rasttag – 2. März nach 6 Stunden Söllingen – 3. März nach Stunden Ettlingen – 4. März nach 6 Stunden Iffezheim – 5. März Fort Louis („Wetter ziemlich regnerisch … Um die Desertion zu verhindern, wurden die Feldwachen verstärkt, Unter- und Oberofficiers, besonders auch der Herr Obrist ritten die ganze Nacht herum, und durch diese große Vigilanz wurden viele, welche desertieren wollten, wieder eingeholt. Ohne diese äußerste Sorgfalt wäre die Desertion entsetzlich groß gewesen, welche doch nicht ganz verhütet werden konnte“ – 6. März nach 5 Stunden Hagenau (Regen) – 7. März nach 4 Stunden Hochfelden (Regen) – 8. März nach 5 Stunden Pfalzburg (Regen, „Durch den 7tägigen Marsch ohne Rasttag, durch schlechte Schuhe, darein den Leuten das Wasser lief, und durch das schlimme Wetter so viel Kranke, daß man etliche und 50 davon im Spital zu Pfalzburg lassen mußte“ – 9. März Rasttag – 10. März nach 4 Stunden Saarburg – 11.- März nach 5 Stunden Maizières – 12. März nach 5 Stunden Vic – 13. März Rasttag – 14. März 5 Stunden Juville – 15. März 5 Stunden Metz („Schuhe für Soldaten besorgt“ – 16. März nach 6 Stunden Conflans – 17. März nach 4 Stunden Etain – 18. März Rasttag – 19. März nach 5 Stunden Damvillers – 20. März nach 7 Stunden Stenay – 21. März 7 Stunden Sedan – 22. März 5 Stunden Mezières – 23. März Rasttag – 24. März Maubert – 26. März La Capelle – 27. März nach 8 Stunden Le Cateau-Cambrésis – 28. März Rasttag – 29. März nach 5 Stunden Cambrai – 30. März Douai – 31. März nach 8 Stunden Lille nach Dünkirchen. Am 12. April wurden die Mannschaften von dort mit Schiffen nach Vlissingen transportiert, Oberst von Hügel mit seinem Stab reiste ihnen auf dem Landweg am 17. April nach. Die Verpflegung in den Niederlanden war im Vergleich zum Marsch so gut, dass sie besonders erwähnt wurde: „Morgens bekommt jeder ein Glaß Branntenwein und Brod, Mittags Gersten, Reiß oder Bohnen, und eine gute Portion Fleisch, Abends Butter, Käß, Brod und Bier.“

Berechnung für die auf diesem Bataillon gegen Se. Herzogliche Durchlaucht von Wuerttemberg
haftenden Schulden und deren Bezahlung
I) Gebühr vom Marsch durch Frankreich
In Pfalzburg für Schuhsohlen
Leder und Fleck 441 Pfund
Schuhsolen samt Macherlohn 240 fl
2 Säck 2 fl 14 s (Stuiver)
241 fl 14 s
In Metz für
250 pr neue Schuh, wovon jede Compagnie
50 pr empfangen à 3 fl 5 s    812 fl 10 s
5 Säck à 2    10 fl
822 fl 10 s
Zu Lille
Schuhsohlen und Leder
183 fl 12 s
II) Schiffsmontur
Von der embarquierten Mannschaft, auf welchen nur Allein 3. Monats Avance bezahlt wurden,
nach der Anlage spezifiziert
19.452 fl
III) Von verkauften kleinen MontirungsStüken
Die verificirte Anlage beweißt den verschleiß
567. Hemder nach dem Preiß auf dem Cap à 50 Stuvers 1417 fl 10
1156. pr weißleinenen Strümpf à 36 St    2080 fl 16 s
702 pr Schuh à 48 St
1684 fl 16 s
Gesamt 29.984 fl
Nachdem kranke Nachzügler eingetroffen und alle (drei Tage lang) von einem Arzt der V.O.C. untersucht worden waren, wurde das Bataillon am 2. Mai auf die Niederländisch-Ostindische Kompanie vereidigt und mit einer Stärke von 891 Mann (ohne Offiziere) übernommen. Wegen der Kranken wurde nur für 871 Mann an den Herzog gezahlt.
Das II. Bataillon und die Artillerie-Kompanie marschierten am 2. September 1787 unter Führung von Oberstleutnant von Franquemont in Ludwigsburg ab, erreichten am 6. Oktober Dünkirchen und am 8. Oktober Vlissingen. Nachdem auch die Geschütze und die schwere Bagage eingetroffen waren (sie wurden auf dem Rhein transportiert) wurde das Bataillon am 26. Oktober auf die Niederländisch-Ostindische Kompanie vereidigt und übergeben.
Da Verluste auf dem Marsch in dieser Zeit bei allen Truppen normal waren, werden sie hier genauer dargestellt. Insgesamt desertierten 215 Mann (darunter 1 Premier-Sergeant und 9 Corporale) auf dem Marsch, 21 starben und 27 Kranke waren unterwegs zurückgelassen worden. Dazu kamen 118 Kranke bei Ankunft in Vlissingen. Darüber hinaus wurden 7 nach Ludwigsburg zurückgeschickt. Allerdings kamen 12 aus Ludwigsburg nachgeschickte und 13 auf dem Marsch neu geworbene Mann wieder dazu. Insgesamt übernahm die V.O.C. 196 Mann weniger als vereinbart (und bezahlte auch entsprechend weniger).
In den Niederlanden erhielten alle einen Vorschuss auf den Sold für drei Monate, allerdings wurde den Unteroffizieren und Mannschaften sofort der größte Teil davon wieder für die Montur abgezogen. So kamen die meisten mit Schulden beim Regiment in Afrika an, die dort mit dem fälligen Sold verrechnet wurde.

### Überfahrt

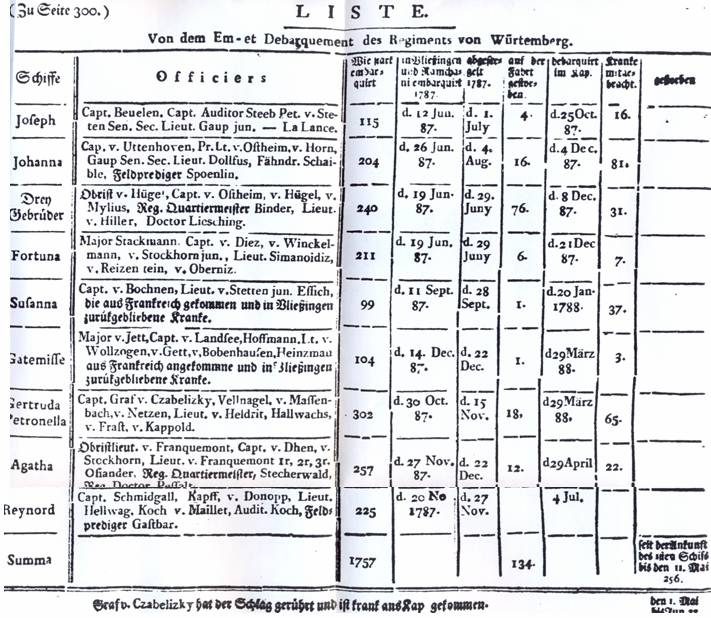
Überfahrt des Kapregiments nach Afrika 1787/1788

In Vlissingen und Rammekens wurden die Truppen in neun Schiffe eingeschifft (embarquiert), die wetterabhängig erst später zu verschiedenen Terminen absegelten. Die Offiziere mussten ihre Verpflegung für die Überfahrt selbst organisieren und bezahlen.
Zwischen der Einschiffung (Embarquierung) und der tatsächlichen Abreise vergingen Tage, manchmal Wochen, in denen die Soldaten in den beengten Schiffsquartieren hausen mussten. Die Überfahrt selbst dauerte meistens über vier Monate, am schnellsten segelte „Gatemisse“ mit 98 Tagen, am längsten brauchte „Reynord“ mit 220 Tagen. Bei der engen Unterkunft und der mangelhaften Verpflegung blieben Krankheiten nicht aus. Ein Bericht aus der ersten Hälfte des Jahrhunderts beschreibt die Verhältnisse: „Der sogenannte Raum zwischen den Decks, wo diese Leute speisen und schlafen, ermangelt aller frischen Luft. Die Ausdünstungen so vieler bei- und nebeneinander liegenden und schlafenden Menschen, die in denen, der Schiffsspeisen ungewohnten Magen gar bald zurückbleibenden Krudidäten, welche in Fäulung gehen, das öfters stinkende - oder welches noch schlimmer ist, sauer werdende Wasser verursachen nur gar zu geschwind Krankheiten …wenn sie auf das Vorgebirge der Guten Hoffnung kommen, sehen, der Gesichtsfarbe nach, einem Todten ähnlicher als einem Lebendigen.“ So starben auf der Überfahrt nach Afrika bereits 137 Mann, 262 kamen krank an, von denen 120 in den ersten beiden Monaten starben. Die Kranken wurden ausnahmsweise von der V.O.C. in deren Krankenhaus behandelt und verpflegt.
Auf „Susanna“ und „Gatemisse“ fuhren jeweils auch die aus Frankreich Nachgekommenen oder zuvor krank in Vlissingen Gebliebenen mit. Insgesamt machten auch 18 Frauen und 11 Kinder, für die extra bezahlt werden musste, die Reise mit, darunter die Familie des noch nicht verheirateten Oberst von Hügel (dessen achtjähriger Sohn Theobald (siehe unten Absatz Einzelschicksale) als Fahnenjunker eingestellt wurde, um die privaten Kosten der Überfahrt zu sparen).

### Kap der Guten Hoffnung

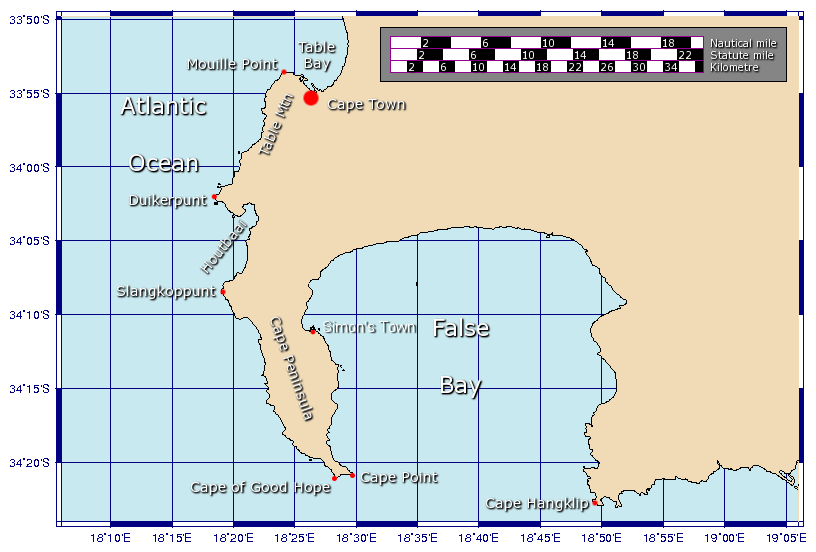
Kap der Guten Hoffnung und False Bay

Das I. Bataillon traf in der Zeit vom 25. Oktober 1787 bis 20. Januar 1788, das II. Bataillon vom 29. März bis 4. Juli 1788 in Kapstadt ein.

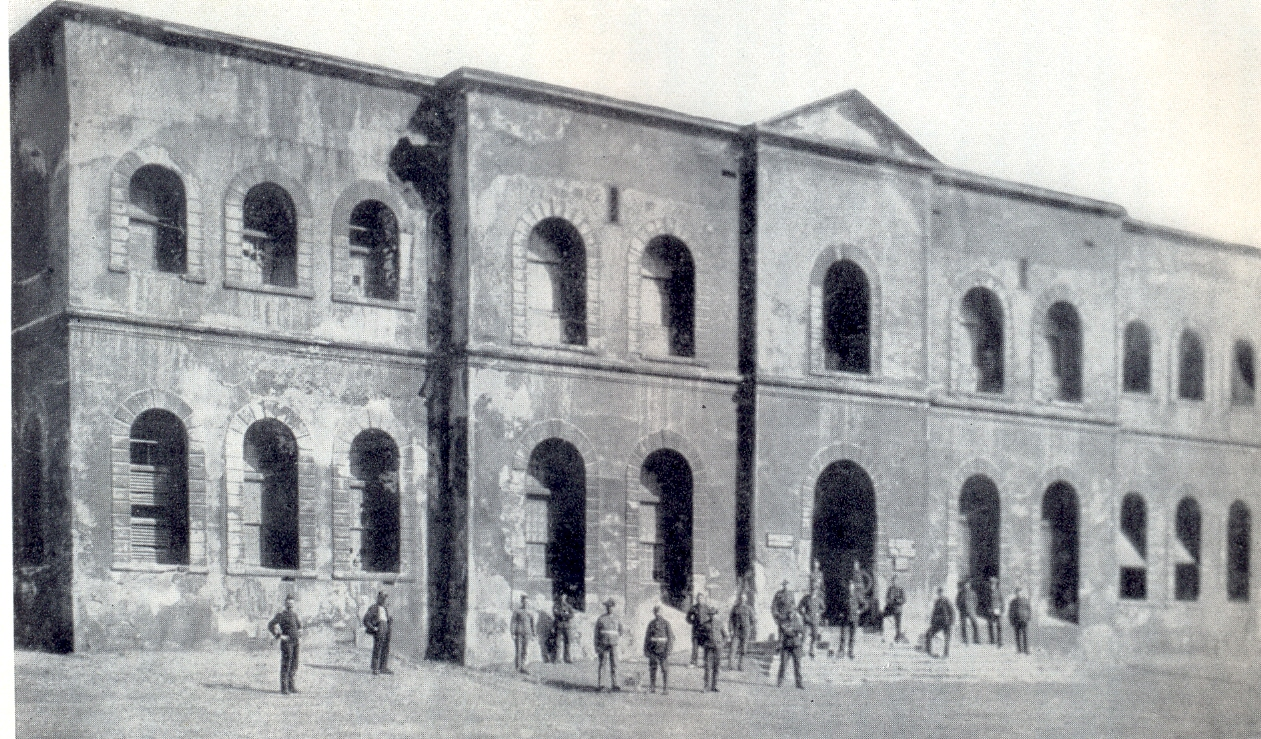
Kaserne des Kapregiments in Kapstadt (1904 abgerissen)

Nach seiner Ankunft in Kapstadt blieb das Regiment dort als Schutztruppe bis 1791 stationiert und war in einer eigenen Kaserne untergebracht. Es unterstand dem dortigen Gouverneur (seit 1785 Cornelis Jacob van de Graaff, ab Juli 1791 Johann Isaac Rhenius, ab 1793 Abraham Josias Sluysken) und dem Garnisonskommandanten (Oberst Gordon, Kommandeur des dort stationierten niederländischen Bataillons).
Abraham Josias Sluysken formierte 1795 die erste Militäreinheit mit Coloureds, die gegen britische Kräfte sowie gegen indigene Gruppen eingesetzt wurden. Diese Militärangehörigen kämpften als Schützen in der Infanterie und Kavallerie der Cape Corps.
Neben dem normalen Garnisonsdienst (tägliches Exerzieren) wurden Teile des Regiments mehrmals nach Muizenberg an der False Bay zur Bewachung der Küste abkommandiert. So auch im Oktober 1788 ein Major, zwei Capitains, vier Leutnants und 300 Mann, auch von der Artillerie ein Capitainleutnant und 8 Kanonen, auch eine Escadron von der hiesigen Kavallerie, als fünf französische Schiffe in die False Bay einliefen. Im Sommer 1789 bewachte ein Kommando von 50 Mann unter einem Offizier und sechs Unteroffizieren drei Monate lang ein gestrandetes Schiff der V.O.C., bis die Ladung geborgen war.
Für Verfehlungen im und außer Dienst gab es neben den auch in Europa üblichen Strafen für Soldaten hier noch die Zwangsarbeit in den Steinbrüchen auf Robben Island unter Verlust der Löhnung. Im Wiederholungsfall dauerte diese bis zum Ende der Dienstzeit, nach der der Bestrafte mit dem nächsten Schiff – unter Verlust seiner Gratification – nach Europa zurücktransportiert wurde. Am 2./3. Juli 1789 rebellierten einige Soldaten wegen schlechter Verpflegung. Zwei Rädelsführer wurden durch das Kriegsgericht des Regiments zum Tode verurteilt, aber Oberst von Hügel entschied, daß die beede Delinquenten Weishard und Martin nicht am Leben gestrafft, sondern zur Erstehung der Todes Angst, und der Delinquent Müller zu sechsmaligem Gassenführen (Spießrutenlaufen) condemniert seyn sollen.
Sonst glich das Leben in Afrika dem in einer Garnison in Württemberg. Treffz (siehe unten Einzelschicksale) schrieb in einem Brief vom 22. Januar 1789 nach Hause: „Unsere Caserne ist sehr schön und ohnstreitig ein Casern wo man vielleicht selten nur in Deutschland finden wird. Doch lang ist Cap für einen Soldaten das irdische Paradiess nicht, wie man es in Deutschland abschildert, doch man hat genug wenn man gesund ist, und genug zu thun hat man, will man sich mit Ehre durchschlagen.“ Die Soldaten konnten außerhalb des Dienstes Geschäfte treiben. Mehrere Offiziere und Unteroffiziere heirateten ihre mitgebrachten Frauen (Oberst von Hügel am 15. Februar 1788 seine Lebensgefährtin Anna Maria Kayserin) oder Einheimische.
Die Verluste des Regiments – vor allem durch Krankheiten – betrugen bis 21. Mai 1791 bereits insgesamt 532 Mann. Am 13. Dezember 1790 starb Oberstleutnant Wilhelm von Franquemont, Nachfolger als Kommandeur des II. Bataillons wurde unter Beförderung zum Oberstleutnant Maximilian von Jett.

#### Insel Celebes (heutige indonesische Insel Sulawesi)

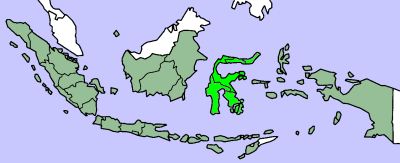
Celebes in den Hinterindischen Inseln

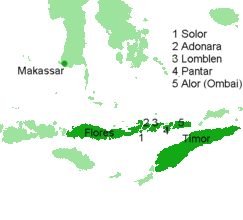
Insel Solor

Wegen einer Anfang 1789 auf der Insel Celebes (Insel zwischen Borneo und Neuguinea) ausgebrochenen Unruhe forderte der Generalgouverneur von Batavia vom Kap ein Korps von 300 Mann für eine Expedition an. Der Gouverneur auf dem Kap stellte daraufhin das Bataillon Oranien mit 200 Mann niederländischer Nationaltruppen und 100 Mann aus dem Regiment unter ausschließlich württembergischen Offizieren auf. Die Württemberger waren alle Freiwillige.

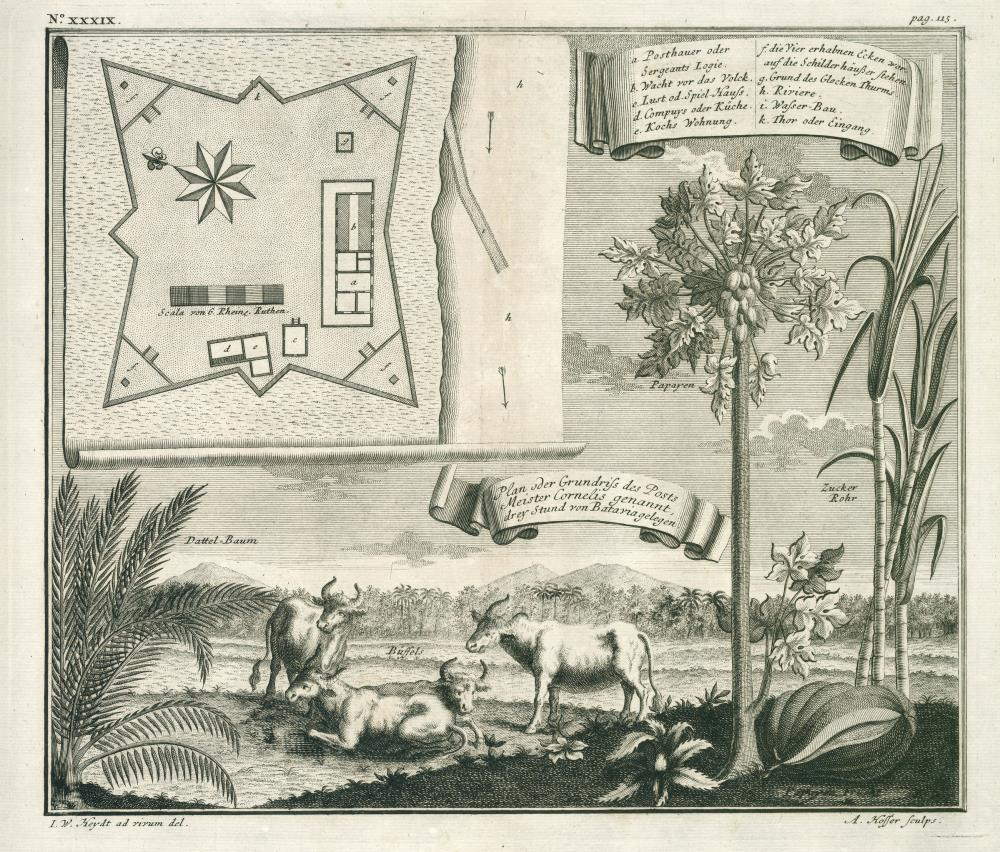
Fort Meester Cornelis

Das Bataillon unter dem Kommando des Hauptmann von Boehnen gliederte sich in drei Divisionen unter den Oberleutnanten Karl Joseph Gaupp, Philipp Jacob Gaupp und Carl von Wollzogen, die zugleich zu Kapitänleutnants befördert wurden. Hinzu kamen sechs weitere Offiziere, zwei Feldscherer, ein Fourier, zwei Sergeanten, vier Unteroffiziere, zwei Gefreite und fünf Spielleute.
Das Bataillon segelte am 14. August mit dem Schiff Eensgezindheid von der False Bay ab und erreichte am 31. Oktober Batavia, wo es zunächst im Fort Meester Cornelis stationiert wurde. Am 8. Dezember erfolgte die Weiterfahrt mit „Horn“, die aber statt bei Makassar am 27. Dezember in der Bucht von Bontheim im Süden der Insel landete. Das Bataillon verlegte in das fünf Meilen entfernte Bulekomba, vertrieb die einheimische Bevölkerung und blieb dort mehrere Wochen ohne weiteren Einsatz. Im Juni 1790 wurde das Bataillon aufgeteilt. Die Württemberger kamen unter Kapitänleutnant Karl Joseph Gaupp auf die Insel Solor, 100 Niederländer unter Kapitänleutnant von Wollzogen nach Makkasar. Diese Abteilung verlegte ab 18. Juni weiter in die Bucht von Surabaya (Ankunft 1. Juli), von dort drei Wochen später nach Samarang (Ankunft 24. Juli). Im November 1790 ordnete der Generalgouverneur an, dass die württembergische Division mit dem ältesten Hauptmann und zwei Leutnanten in Indien bleiben müsse, die übrigen Offiziere sollten auf das Kap zurückkehren. Diese segelten ab 2. November mit Schonerloo nach Batavia, von dort am 23. November mit St. Laurenz ab und trafen am 2. April 1791 wieder auf dem Kap ein, wo bereits Teile des Regiments nach Java abgesegelt waren.
Das Detachement „Kapitänleutnant Gaupp“ blieb weiter auf der Insel Solor und stieß am 28. April 1792 mit einer Stärke von 1 Kapitänleutnant, 2 Leutnanten und 69 Mann wieder zum Regiment in Batavia.

#### Depot
Nach der im Folgenden geschilderten Verlegung des Regiments blieb auf dem Kap noch ein Depot (Ersatztruppenteil) und das Spital zurück. Hier sollten die Kranken genesen und der aus Europa nachgeschickte Ersatz sich von der bisherigen Reise erholen, bevor er dem Regiment nachgesandt wurde. Führer war zunächst der kranke Major von Dhen, nach dessen Gesundung und Weiterfahrt nach Ceylon Hauptmann Johann Christian Friedrich von Hügel, als Sanitätsoffizier blieb Chirurgien-Major Dr. Friedrich Ludwig Liesching in Kapstadt. Die Absicht von Hügels, mit dem Weitertransport zu warten, bis jeweils der nächste Transport aus Europa ankam, genehmigte der Gouverneur nicht. Die Zustände beschrieb er in einem Rapport an den Herzog: „Bisher kamen sie meistens nach einer langen, oft sechsmonatlichen Reise hier an und mussten, was nicht bettlägerig krank war, mit dem nämlichen Schiff nach 8 oder 10 Tagen die weitere Reise nach Batavia fortsetzen, was zur gewissen Folge hat, dass wenn 5 Mann gesund nach Batavia kommen sollen, man 25 Rekruten ausschicken muss.“ 1792 trafen 100 Rekruten in vier Transporten, 1793 282 Rekruten in sechs Transporten aus Europa ein, nach Indien wurden rund 460 Mann in mindestens 16 „Transporten“ weitergeleitet. Der letzte „Transport“, 1 Hauptmann, 1 Kadett-Sergeant, 1 Gefreiter und 19 Gemeine, erreichte am 5. Februar 1795 Batavia.
Bei der Besetzung der Kolonie durch die Briten 1795 betrug die Stärke des Depots 2 Offiziere, 2 Sanitätsoffiziere, 8 Unteroffiziere und 16 Soldaten. Hauptmann von Hügel erhielt bei der Verteidigung ein Kommando über 80 Infanteristen, 2 Kompanien Kavallerie, 200 „Hottentotten“ und 50 Artilleristen mit 3 Kanonen. Die Soldaten des Depots wurden nach der Besetzung für kriegsgefangen erklärt. Ihnen wurde sechs Tage Bedenkzeit gegeben, aus dem Dienst auszuscheiden und als Privatleute in Kapstadt zu bleiben oder als Kriegsgefangene mit dem ersten Schiff nach Europa zurücktransportiert zu werden. Die beiden Offiziere, Hauptmann von Hügel (verheiratet, mit vier Kindern) und Leutnant Martin, entschieden sich für die Kriegsgefangenschaft, die beiden Sanitätsoffiziere, Chirurgien-Major Dr. Liesching („da er dort mehr verdiene als im armen Württemberg“) und Chirurgien-Major J. G. Pösselt quittierten den Dienst. Von den Soldaten wechselte 1 Sergeant in britische Dienste, 8 kehrten nach Europa zurück, 2 blieben krank im Spital, 13 schieden aus und blieben als Handwerker oder Farmer am Kap. Als die Briten 1803 die Kolonie an die Niederländer zurückgaben, wurde das Depot nicht mehr errichtet.

### Indien
In den Akten des Regiments wird der gesamte südostasiatische Raum – im Gegensatz zu heute – als Indien bezeichnet. Außer großen Teilen der ostindischen Inseln hatte die Niederländische Ostindienkompanie seit 1658 auch Ceylon in Besitz und besaß ebenfalls Stützpunkte im Osten des heutigen Indien.
Die V.O.C. beschloss am 1. Oktober 1790, das Regiment nach Ostindien zu verlegen. Der württembergische Vertreter in den Niederlanden, Major von Penasse, erfuhr jedoch erst einen Monat später davon. Herzog Carl Eugen konnte wegen Artikel 23 des Subsidienvertrages allerdings nichts dagegen unternehmen. Auch sein Versuch, die jährliche Zahlung um 10.000 fl. als Ausgleich zu erhöhen, schlug fehl.

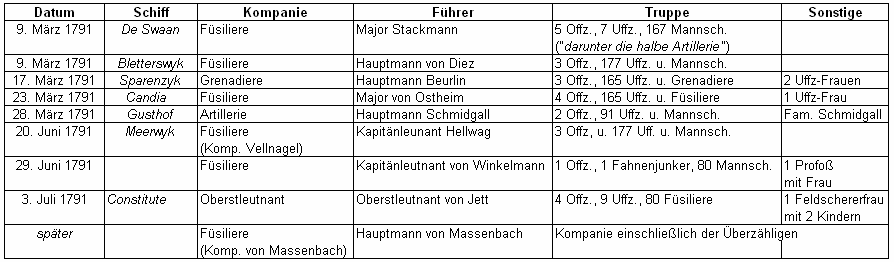
Transport des Regiments nach Batavia

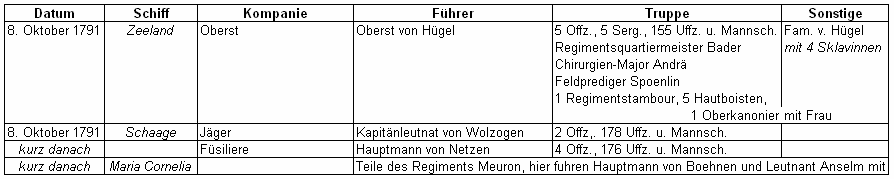
Transport des Regiments nach Ceylon

Der Befehl der V.O.C., „das Regiment Würtemberg würklich nach Batavia zu versenden, um von da aus weiter fortgeschickt zu werden nach Javas Nordostküste, um daselbst ferner so employiert zu werden, als Wir es in den an die Hohe Regierung von Indien abzulassenden Schreiben bestimmen werden“ und so schnell als möglich mit jedem geeigneten Schiff „eine ganze oder halbe Compagnie mit Zubehör“ nach Batavia einzuschiffen, traf am Kap am 17. Januar 1791 ein.
Die Überführung des Regiments begann Anfang März (siehe nebenstehende Tabelle). Nicht transportfähige Kranke wurden im Dezember mit dem Schiff „Sybilla Anthonetta“ nach Java nachgesandt.
Während der Regimentsstab, die Obersten-Kompanie, die Jäger-Kompanie (v. Wolzogen) und die Füsilier-Kompanie v. Nezzen noch auf ihre Abfahrt warteten, traf am 14. September 1791 ein Schiff aus Ceylon ein mit einem Ansuchen des dortigen niederländischen Gouverneurs, zum Schutz gegen die einheimische Bevölkerung schnell einige Kompanien zu senden. Hierzu wurde der Rest des Regiments bestimmt, der nach kurzer Zeit aufbrach (siehe nebenstehende Tabelle).

#### Ceylon

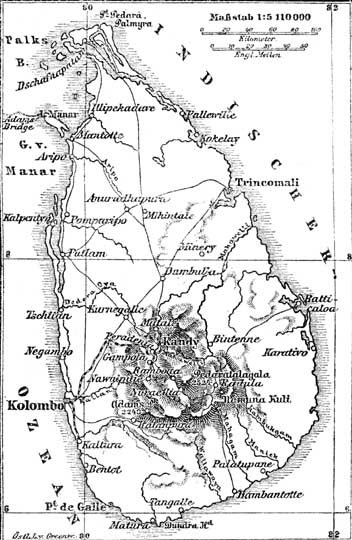
Ceylon

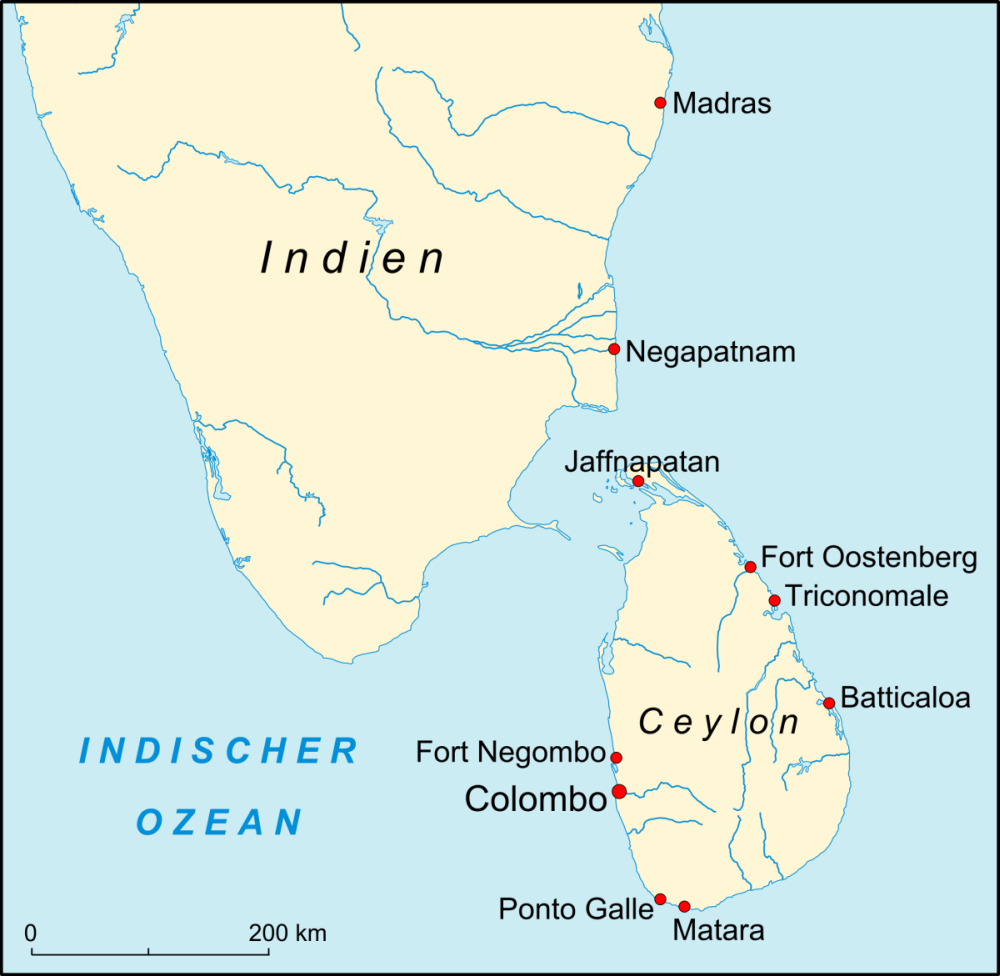
Einsatzorte in Ceylon und Indien

Ceylon ist ein früherer Name für das heutige Sri Lanka, das die V.O.C. in großen Teilen seit 1658 beherrschte.
Am 28. Dezember 1791 traf „Zeyland“ in Colombo ein. Dort befanden sich schon die Füsilier-Kompanien von Winckelmann und von Vellnagel (unter Premier-Leutnant Koch, Hauptmann von Vellnagel befand sich auf Urlaub, der Kompanieführer Hauptmann Hellwag war während der Überfahrt gestorben), die von Batavia hierher abkommandiert worden waren. Die Jäger-Kompanie (unter Kapitänleutnant von Wolzogen) wurde nach Batavia weitergeschickt, da nun genügend Truppen auf Ceylon waren. Somit befanden sich in Ceylon
der Regimentsstab
die Oberst-Kompanie unter Kapitänleutnant Hoffmann
die Oberstleutnant-Kompanie unter Kapitänleutnant Friedrich von Franquemont
die Major-Kompanie
die Grenadier-Kompanie unter Hauptmann Beurlin
die Füsilier-Kompanie von Winckelmann
die Füsilier-Kompanie von Vellnagel unter Premier-Leutnant Koch, später Füsilier-Kompanie Koch
die halbe Artillerie-Kompanie

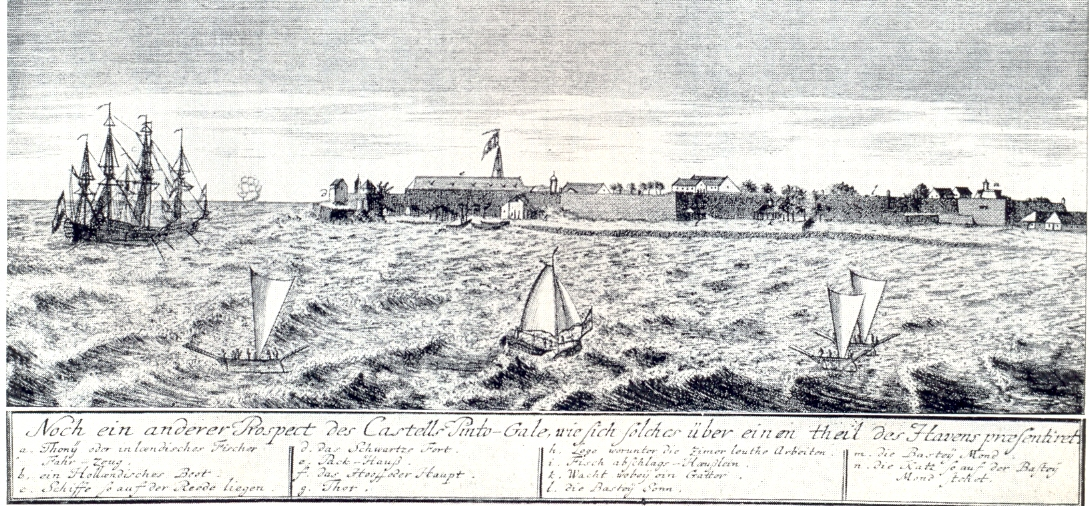
Ponto Gale in Ceylon

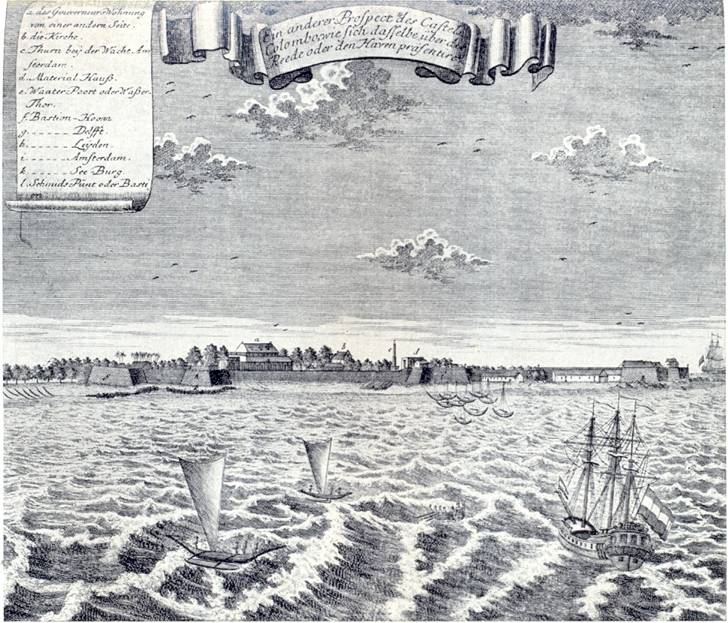
Colombo Mitte 18. Jahrhundert

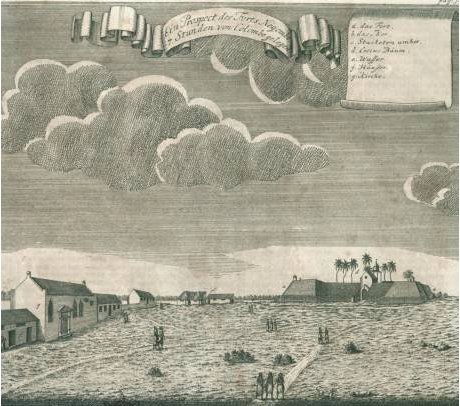
Fort Negombo

Die Kompanien des Regiments wurden auf Befehl des Gouverneurs Willem Jacob van de Graaff verteilt: Der Regimentsstab mit der Oberst-Kompanie (unter Hauptmann Hellwag) wurde am 30. Dezember per Schiff nach Ponto Gale verlegt, der Stab blieb dort, die Oberst-Kompanie (nun unter Hauptmann Hoffmann) wurde aber bereits am 24. Januar 1792 nach Matara (dort waren schon 2 Kompanien des „Regiments Meuron“) verlegt, wo Hoffmann das Kommando über „die Garnison und die in der dasigen Dissavonie detachierten Truppen zu Sengalen und in der Magampotte“ erhielt. Die Füsilier-Kompanie von Vellnagel kam zunächst nach Fort Negombo (7 Stunden von Colombo entfernt) und marschierte ab 26. Dezember 1791 nach Fort Oostenberg an der Ostküste, die Oberstleutnant-Kompanie (unter Kapitänleutnant F. von Franquemont) nach Triconomale, ebenfalls an der Ostküste, die Füsilier-Kompanie von Netzen am 14. März 1792 nach Batticaloa, ebenfalls an der Ostküste, nur die Füsilier-Kompanie von Winckelmann blieb in Colombo. Dorthin kam 1792 der Stab auch wieder zurück.
Weitere Veränderungen folgten. Hauptmann Hoffmann gab Ende März das Kommando in Matara und die Oberst-Kompanie an Oberleutnant von Reitzenstein ab, übernahm die bisherige Kompanie von Vellnagel sowie das Kommando über die Kompanien im Nordosten der Insel und tauschte diese aus: seine Füsilier-Kompanie Hoffman nach Triconomale, die Oberstleutnant-Kompanie nach Oostenberg. Die Füsilier-Kompanie von Winckelmann war von Dezember 1792 bis Mai 1793 in Jaffnapatnam stationiert, danach wieder in Colombo.
Die Lebensbedingungen auf Ceylon waren nicht so schlecht wie in Batavia, trotzdem starben auch hier viele Angehörige des Regiments, so dass die Stärken der Kompanien ständig zurückgingen.
1794 sandte die Regierung der V.O.C. in Batavia auf Bitten des britischen Gouverneurs von Madras ein Korps aus acht Kompanien unter Oberst Pierre Fréderic de Meuron nach Indien. Zu dem Korps gehörten auch zwei Kompanien aus dem Kapregiment, die Oberstleutnant-Kompanie (unter Kapitänleutnant F. von Franquemont) und die Füsilier-Kompanie von Vellnagel (unter Kapitänleutnant Koch). Sie wurden nach Negapatnam (Nagapatam), einem Stützpunkt der V.O.C. auf dem indischen Festland, eingeschifft. Ob die Truppen tatsächlich bis Madras kamen, ist nicht belegt. Die beiden württembergischen Kompanien kehrten jedenfalls bald nach Ceylon zurück.
Im März 1795 wurden die Oberst-Kompanie und die Füsilier-Kompanie Winckelmann mit einer Gesamtstärke von noch 223 Mann von Ponto Gale nach Colombo verlegt und im Dezember 1795 in drei Kompanien gegliedert, von denen die neue die des gleichzeitig zum Major beförderten Christoph Friedrich von Vellnagel wurde: Major-Kompanie von Vellnagel (unter Kapitänleutnant Friedrich Karl Hallwachs).
Am 3. August 1795 erschienen britische Kriegsschiffe vor Triconomale. Nach kurzer Belagerung kapitulierte die Besatzung unter dem niederländischen Kommandanten, Major Fornbauer, und kam in Gefangenschaft, darunter die zuletzt dort stationierte württembergische Füsilier-Kompanie Koch.
Am 26. August erschienen die britischen Schiffe vor Fort Oostenburg, das Hauptmann Hoffmann kommandierte. Er lehnte zunächst eine Übergabe ab, musste aber aus Mangel an Lebensmitteln und Wasser bald ebenfalls kapitulieren. Dadurch kamen auch die beiden dort stationierten Kompanien des Regiments in Gefangenschaft. Am 16. Februar 1796 übergab Gouverneur van Angelbeck Colombo an die Briten, der Rest des Regiments einschließlich Stab kam in Gefangenschaft, die meisten Offiziere und 27 Mann nach Madras. Auch die vier aus Ludwigsburg mitgenommenen Fahnen fielen den Briten in die Hände.
In Madras starben zwei Offiziere, darunter am 21. Juli 1796 Major von Vellnagel. Da die Offiziere durch die V.O.C. nicht ausgelöst wurden, wurden sie als Gefangene nach Europa verlegt. Am 17. Oktober 1798 segelten sie von Madras ab, erreichten am 3. Januar 1799 das Kap, segelten von dort am 16. Januar wieder ab und erreichten über St. Helena (Aufenthalt 8. Februar bis 8. Mai) am 11. Juli Dover und durften am 20. Juli an Land. Vom 9. August bis 9. November mussten sie sich in Lichfield aufhalten (auf eigene Kosten bei täglich 1 1⁄2 Schilling von der britischen und 1 Schilling von der niederländischen Regierung.) Mit 10 Pfund Reisegeld reisten sie über London, Yarmouth (Abfahrt 24. November) und Cuxhaven (27. November) nach Amsterdam, wo sie ihren rückständigen Sold und sechs Monate Urlaub nach Deutschland erhielten. Ende Januar 1800 reisten sie von dort nach Hause und kamen am 5. Februar in Stuttgart an. Bis auf Oberleutnant von Plomann und Fahnenjunker Bloesch, die später nach Indien zurückkehrten, schieden sie aus den Diensten der V.O.C. aus. Die meisten wurden schon einen Monat später in die württembergischen Truppen übernommen.
Von den gefangenen Unteroffizieren und Mannschaften traten auf Druck der Briten 230 in deren Dienste. Die übrigen blieben auf Ceylon in Gefangenschaft. Nach dem Frieden von Amiens 1802 blieb Ceylon britischer Besitz und die Gefangenen wurden frei. Da die Briten sie aber nicht sofort nach Java zum Regiment transportierten, gerieten sie (nach erneutem Beginn der Kampfhandlungen) im November 1803 wieder in Gefangenschaft und wurden erst 1806 ohne förmliche Entlassung nach Java verschifft.
Oberst von Hügel konnte auf Ceylon bleiben und versuchte, von Ponto Gale aus weiterhin die auf Java stationierten Teile des Regiments zu führen und sandte weiterhin Rapporte nach Württemberg. Er starb am 30. Juni 1800. Nach seinem Tod übernahm Hauptmann Franz Karl Philipp von Winckelmann – obwohl er auch in Gefangenschaft auf Madras war – die Verantwortung über die württembergischen Soldaten auf Ceylon und wurde „provisorisch“ zum Major befördert. Der britische Gouverneur von Ceylon, Sir Thomas Maitland, sandte ihn 1805 nach Batavia, um die Überführung der auf Ceylon befindlichen Kriegsgefangenen des Regiments in die Wege zu leiten.
Nach einem Rapport von Hügels waren 779 Mann auf Ceylon angekommen, 31 Inländer wurden neu engagiert, 3 kamen vom Kap neu an, 5 von anderen Compagnien und 3 aus Batavia hinzu. Davon waren 216 gestorben, 12 desertiert, 55 nach Batavia zum Regiment versetzt worden, 7 an die edle Compagnie (V.O.C.) und 3 durch Tausch an die National troupes abgegangen. Ebenso gingen ab 3 dimittierte Officiers, 17 auf Ceylon Beabschiedete und 3 als untauglich Entlassene. 476 kamen in Gefangenschaft.

#### Ostindische Inseln

Niederländisch Ostindien

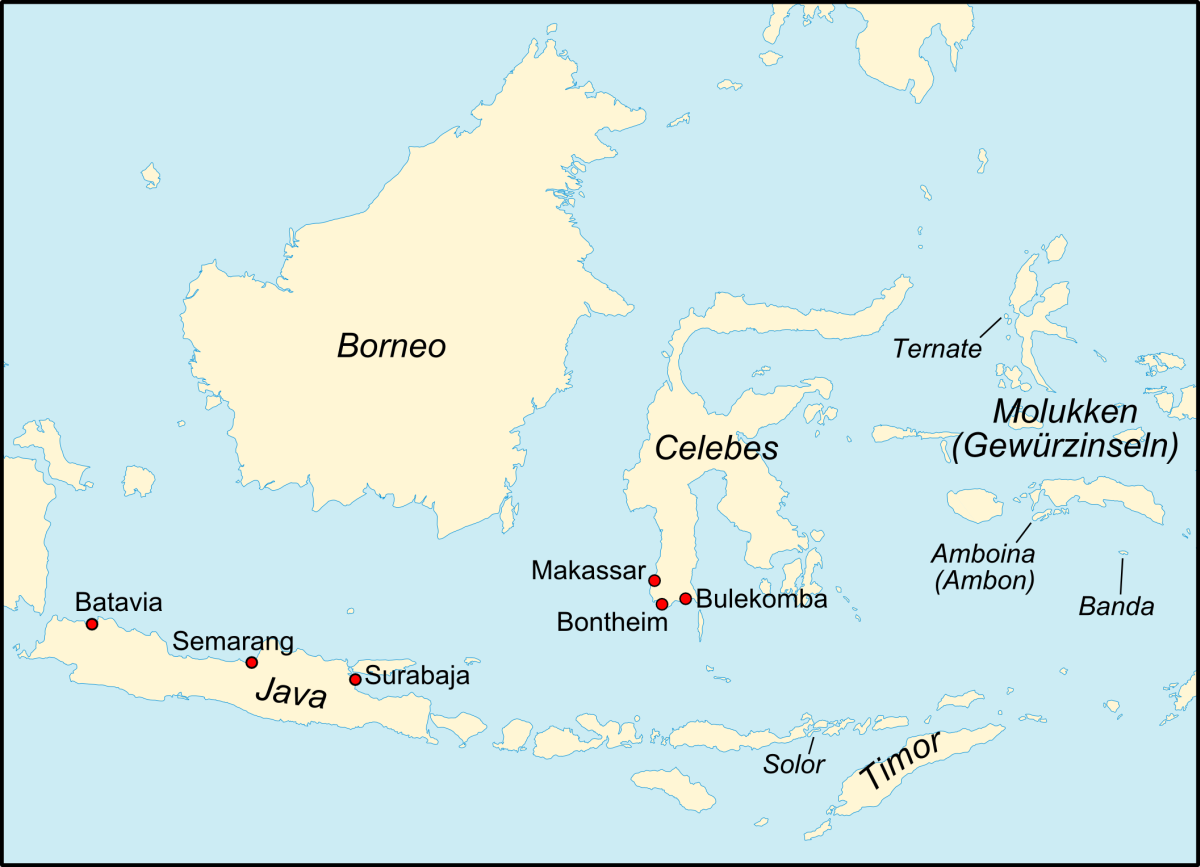
Einsatzorte in Ostindien

In Batavia kamen 1791 an
die Oberstleutnant-Kompanie
die Füsilier-Kompanie von Winckelmann
die Füsilier-Kompanie von Vellnagel
Diese 3 Kompanien wurden noch im Herbst 1791 nach Ceylon weitergeschickt.
die Major-Kompanie von Stakmann
die Major-Kompanie von Ostheim
die Füsilier-Kompanie von Donop
1792 kam aus Ceylon die Jäger-Kompanie dazu.

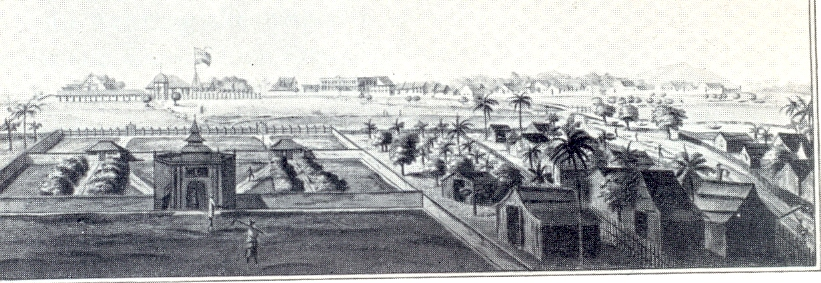
Ansicht von Samarang Mitte 18. Jahrhundert

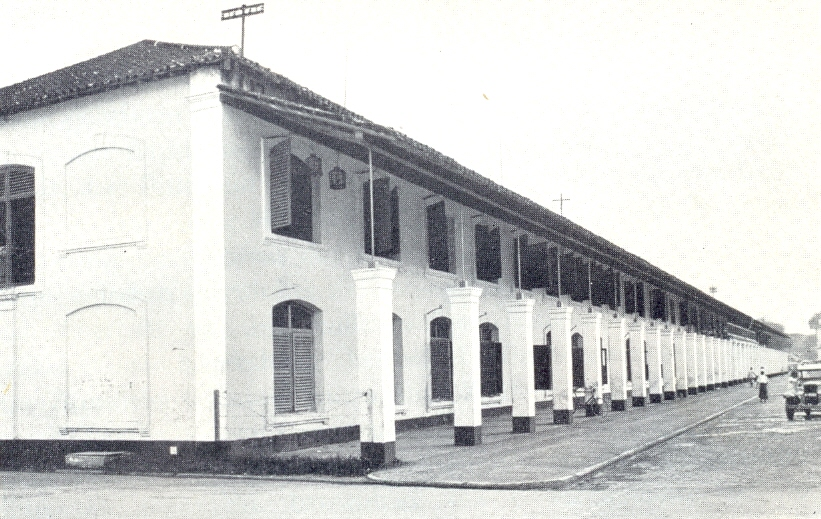
Kaserne des Regiments in Samarang

Der Generalgouverneur von Batavia war auf die Ankunft der Truppen nicht vorbereitet. Es standen keine Unterkünfte zur Verfügung, deshalb wurden auf den Festungswällen Baracken aus Bambus errichtet.
Ende 1792 wurde die Füsilier-Kompanie von Donop durch die batavische Regierung vom Regiment abgetrennt und auf die Molukken-Insel Amboina verlegt. Sie blieb dort ohne Verbindung zum Regiment. Nach dem Tod Hauptmanns von Donop übernahm Hauptmann Philipp Jacob Gaupp die Kompanie. Nach der Kapitulation des Gouverneurs von Amboina 1796 trat Hauptmann Gaupp mit der ganzen Kompanie mit einer Stärke von nur noch 79 Mann in britische Dienste, allerdings unter dem Vorbehalt, die Kompanie solle weiterhin als württembergische Truppe gelten und dürfe zum Regiment zurückkehren, wenn sich eine Gelegenheit dazu ergebe. Die Kompanie wurde von Großbritannien bei der Eroberung der Inseln Banda und Ternate eingesetzt. Über den weiteren Verbleib der Kompanie nach dem Ausscheiden Gaupps aus britischem Dienst 1804 ist nichts bekannt.
Auch das restliche Bataillon wurde verlegt: der Bataillonsstab und 3 Kompanien wurden in Semarang stationiert, 1 Kompanie in Surabaya, 1 Kompanie in Fort Meester Cornelis. Die im Januar 1792 aus Ceylon eintreffende Jäger-Kompanie kam ebenfalls nach Java und wurde in Semarang stationiert. In den folgenden Jahren wurden Teile der Kompanien immer wieder zeitweise nach Batavia kommandiert, auch auf Schiffen der V.O.C. und der zunächst noch mit den Niederlanden verbündeten Briten wurden sie gegen französische Schiffe eingesetzt.
Ein kleines Detachement des Regiments kam sogar bis nach Peking. Die Regierung der V.O.C. in Batavia forderte 1794 für eine Gesandtschaft an den Hof des Kaisers von China von Major Schmidgall die Stellung einer Leibwache. Dazu wurden ein Sergeant, ein Tambour, ein Pfeifer und neun Soldaten abkommandiert. Einer der Soldaten starb in Peking, neun desertierten auf der Rückreise.
Nach dem Tod Oberstleutnants von Jett am 19. Oktober 1791 wurde Major Karl von Ostheim Kommandeur und bald danach zum Oberstleutnant befördert. Auf das Angebot der V.O.C., Kommandant von Batavia und Kommandeur aller Truppen in Indien zu werden, schied er Ende 1792 aus dem Regiment aus (er starb kurz danach am 20. Februar des folgenden Jahres). Nach ihm übernahm Hauptmann Johann David Gottlieb von Schmidgall die Führung und wurde zum Major befördert, im April 1798 zum Oberstleutnant.
Aufgrund der klimatischen Verhältnisse war die Sterblichkeit sehr hoch.

Der folgende Auszug aus Staunton, Voyage dans l’Intérieur de la Chine 1792 – 1974, Paris 1798, schildert die Situation auf Java anschaulich:
„Infolge der Sümpfe ist die Luft pestilenzisch. … Besonders europäische Neuankömmlinge sind gefährdet. Beinahe jeder bekommt das Fieber. … Die Hälfte der ansässigen Europäer stirbt jedes Jahr. … Die Rekruten der Garnison stammen selten aus den Niederlanden; es sind meist Deutsche, mit Gewalt oder List geworben. Trotz Anrecht auf Heimkehr müssen sie sich beinahe immer neu anwerben lassen: ihr Sold ist zu gering, um die Fahrt nach Europa zu bezahlen. Das Gouvernement soll die barbarische Politik verfolgen, jeden Briefwechsel dieser unglücklichen Soldaten mit der Heimat abzufangen; so sind sie abgeschnitten von ihrer Heimat und deren Hilfe. … Der Herzog von Württemberg hatte kurz vor unserem Besuch kraft eines Handelsgeschäftes mit der niederländischen Kompanie eines seiner Regimenter nach Batavia geschickt; aber ein großer Teil seiner Soldaten und Offiziere war innerhalb Jahresfrist gestorben. … Es sind manchmal so viel Soldaten im Spital wie für den Dienst nötig wären.“
Da ab 1794 kein Personalersatz aus Europa mehr nachkam, sank die Stärke der Truppe ständig, so dass auch Einheimische eingestellt wurden. Weitere Offiziere und Unteroffiziere traten wie von Ostheim in die Dienste der V.O.C. Als Ersatz für die verstorbenen und ausgetretenen Offiziere wurden Unteroffiziere befördert, ebenso (oft ungeeignete) Mannschaften zu Unteroffizieren. Auch der Zustand der Bewaffnung und Ausrüstung verschlechterte sich ständig, so dass die Kampfkraft des Bataillons ständig abnahm und ein normaler Dienst nicht mehr durchgeführt wurde. Im Herbst 1805 wurde ein Detachement von eineinhalb Kompanien in die Provinz Cheribon im Westen Javas verlegt, um einen Aufstand der einheimischen Bevölkerung niederzuwerfen. Den Zustand des Bataillons zeigt anschaulich die Zusammensetzung des Detachements mit einer Gesamtstärke von 85 Mann: Es bestand neben 20 Europäern (4 Offiziere, 2 Sergeanten, 1 Unteroffizier, 13 Gemeine) aus 65 einheimischen Unteroffizieren und Mannschaften. Von diesen kehrte nur noch die Hälfte zurück.

Aus dem Rapport Major von Winckelmanns vom 6. August 1807:
„Schon in Batavia wurde mir das häßlichste Gemählde von der zerrütteten Moralität der meisten Unteroffiziere und Leute entworfen. … Ich fand daher die meisten Unteroffiziere und Gemeine der Trunkenheit äußerst ergeben, höchst malporpre in ihrem täglichen Anzug, außer dem Dienst viele ohne Hemder, Schuhe und Strümpfe in den Straßen, oft sehr betrunken herumirren. … Ich fand die Gesundheit der Leute größtenteils zerrüttet; viele über ihre Jahre veraltert; mehrere Tiefsinnig, verwirrt. … Die tägliche Verminderung der Zahl unsrer Leute, … der Mangel an tüchtigen Subjekten zu Unteroffizieren, das abgenützte Vermögen des Geistes und Körpers des größten Teiles der Leute, die Zahl der Unbrauchbaren, dies hatte allhier manche Kränkung und die wiederholte Drohungen mit Abdankung, Incorporierung, mit der völligen Auflösung zur Folge gehabt.“
Als die 1806 aus der britischen Gefangenschaft entlassenen Angehörigen des Regiments nach Semarang kamen, übertrug der kranke Oberstleutnant von Schmidgall (auch der Erste Major von Nezzen war seit Jahren krank und hatte seine Entlassung beantragt) im Herbst 1806 das Kommando über die württembergischen Truppen dem erst in diesem Jahr in Semarang wirklich zum Major beförderten Franz Karl Philipp von Winckelmann. Durch energisches Durchgreifen zur Wiederherstellung der Disziplin einerseits und Verbesserung der Ausrüstung – soweit die beschränkten Mittel dies erlaubten – andererseits gelang es ihm, das Bataillon wieder einsatzbereit zu machen.
Nach der Thronbesteigung Louis Bonapartes im Königreich Holland 1806 wurden alle Beamten und Offiziere der V.O.C. von ihrem bisherigen Treueid entbunden und auf den neuen König verpflichtet.
Ende 1807 hatte das Bataillon nur noch eine Gesamtstärke von 229 Mann. Am 1. März 1808 erhielt Oberstleutnant von Winckelmann die Anordnung des Marschalls von Holland und Generalgouverneurs von Niederländisch-Ostindien, Herman Willem Daendels, das Regiment sei aufgelöst und werde in niederländische Dienste übernommen. Mehrere Proteste Winckelmanns waren erfolglos. Am 5. April wurde ihm befohlen, dass „beim nächsten Rapport Name, Uniform und Fahnen des Regiments verschwinden müssten“. Damit hatte das Regiment aufgehört zu bestehen. Die Meldungen von Winckelmanns an König Friedrich trafen erst 1809 in Stuttgart ein, hatten aber keine Reaktion zur Folge.

### Verluste des Regiments
Das Regiment war kaum in Gefechte verwickelt. Die meisten Verluste gab es durch Krankheiten. Die Desertationen spielten im Gegensatz zu den Truppen in Europa keine große Rolle, da man ja in den Kolonien nicht in andere Länder verschwinden konnte.
Einige Zahlen sollen dies verdeutlichen. Während der Schiffsreise starben 137, in den fünf Jahren auf dem Kap bis 21. Mai 1791 532 (30 % der Abmarschierten) Mann. Auf Ceylon starben in vier Jahren 216 Mann, nur 12 desertierten. Oberst von Hügel berichtet nach einem am 30. Januar 1792 aus Samarang erhaltenen Rapport des Oberstleutnant von Ostheim, vom dortigen Teil des Regiments seien seit der Abfahrt vom Kap im Mai 1791 inzwischen 516 Mann gestorben.
Exakte Zahlen der Gesamtverluste lassen sich nicht mehr feststellen. Rund 2.300 der Ausgerückten starben beim Regiment. Nur ca. 450 kamen in britische Gefangenschaft und traten teilweise in dortige Dienste, 229 wurden in niederländische Dienste übernommen, ca. 50 wurden verabschiedet; über deren weiteres Schicksal ist fast nichts bekannt. Nur etwa 100 dürften zurückgekehrt sein.

## Gewinn des Herzogs
Während des Bestandes des Regiments regierten in Württemberg
bis 24. Oktober 1793 Herzog Carl Eugen
bis 20. Mai 1795 Herzog Ludwig Eugen
bis 23. Dezember 1797 Herzog Friedrich Eugen
ab 23. Dezember 1797 Herzog, ab Mai 1803 Kurfürst, ab 1. Januar 1806 König Friedrich I.
die jeweils die Einkünfte aus der Vermietung des Regiments erhielten. Carl Eugen betrachtete diese als sein privates Einkommen, spätestens ab Friedrich I. wurden die Einkünfte der Kriegskasse zugeführt.
Der gesamte tatsächliche Gewinn lässt sich heute nur annähernd ermitteln. Nach einer durch den württembergischen Präsidenten des Kriegsrats erstellten Abrechnung betrug der Gewinn bis April 1793 448.390 fl.
Der Gesamtgewinn lässt sich grob auf mindestens 780.000 fl. Reichsgulden schätzen.

- 300.000 fl. für Werbung und Aufstellung

Davon ab
„Bürokosten“ 8 fl. 10 St. pro Mann = 18.513 fl. 30 St.
36 fl. Werbegelder für 1.821 Unteroffiziere und Mannschaften = 65.556 fl.
Bewaffnung und Ausrüstung (Feuerwaffen, Säbel, Kartuschen, Lederwerk) geschätzt 25.000 fl.
verbleiben mindestens 180.000 fl.
- 72.000 fl. für den Marsch nach Holland

Davon ab
für Durchmarsch durch Frankreich 5.000 fl.
Kosten des Transport (siehe oben Absatz Marsch nach Holland) geschätzt 3.000 fl.
Kosten für französische Spitäler 5.688 Livres 7 Sols 3 Deniers, entspricht etwa 2.844 fl.
verbleiben mindestens 60.000 fl.
- für Personalersatz

1788 bis 1796 jährlich 65.000 fl., ab 1797 bis 1808 36.000 fl.
Davon ab
für Werbung an Major von Penasse in Middelburg jährlich bis mindestens 1794 20.000 fl., gesamt 120.000 fl.
für „Tafelgeld“ an Oberst von Hügel 3.000 fl. gesamt 36.000 fl.
für „Pensionen“ an die Agenten der V.O.C. (Oberstleutnant von Knecht bis 1798 1.000 fl., Oberstleutnant Gradmann 1.000 fl.) gesamt 23.000 fl.
Die Kosten für Verdienste der Vertreter des Herzogs in Holland, Spesen und Provisionen der Bankiers oder Kursverluste lassen sich nicht mehr feststellen.
verbleiben mindestens 700.000 fl.
Diese 940.000 fl. argent d’Hollandaise betragen umgerechnet rund 780.000 fl. Reichsgulden.
Dazu kamen noch die Überweisungen vom Regiment (einbehaltene Gage beurlaubter Offiziere, einbehaltener Sold bestrafter oder kranker Soldaten, von der V.O.C. noch drei Monate lang bezahlter Sold der Verstorbenen usw.). Eine Abrechnung des Regiments von 1786 bis 1792 weist allein 57.650 fl. aus.

## Sonstiges

### Einzelschicksale
Die Daten vieler Personen des Regiments sind durch verschiedene Quellen belegt. Der Regimentspfarrer Magister Johann Friedrich Spoenlin und sein Nachfolger Haas z. B. führten wie die Pfarrer im Herzogtum ein Pfarrbuch, in dem neben 1.521 Toten auch 15 Hochzeiten (die letzte am 1. März 1795) und 31 Taufen (die letzte am 27. Juni 1796) registriert sind.
Einige seien hier besonders erwähnt.

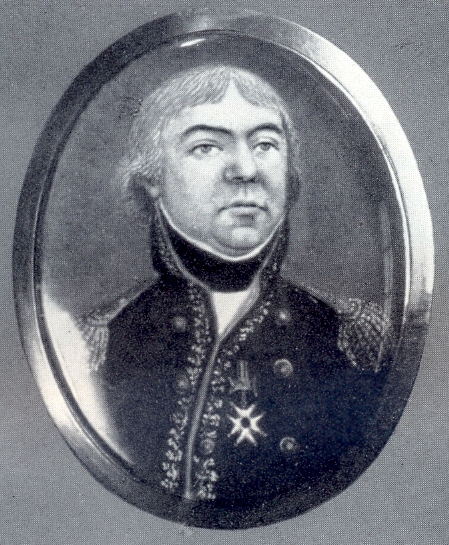
Oberst Theobald von Hügel

- Oberst Theobald von Hügel (* 20. April 1739 in Straßburg, † 16. Juli 1800 in Porto Gale auf Ceylon), seit 1760 in württembergischen Militärdiensten, war erster Kommandeur des Regiments. Erst am 15. Februar 1788 heiratete er auf dem Kap Anna Maria Kayserin († 21. August 1822 in Samarang).

- Theobald von Hügel, Sohn des Obersten Theobald von Hügel (* 1779, † ?)

Als Achtjähriger vor der Abfahrt in Vlissingen als Fahnenjunker in das Regiment eingetreten, 11. März 1790 Seconde-Leutnant, 1796 Premier-Leutnant, 1805 als Premier-Leutnant aus der Gefangenschaft von Madras nach Samarang.
- Johann Christian Friedrich von Hügel (* ?, † Januar 1805 durch Selbstmord in Middelburg; Sohn des württembergischen Generalfeldzeugmeisters Johann Andreas von Hügel, Neffe des Oberst Theobald von Hügel)

Er trat 1787 als Premier-Leutnant und Adjutant seines Onkels in das Regiment ein. 4. März 1788 Hauptmann, von 1791 bis 1795 war er Kommandant des Depots auf dem Kap und kam als Gefangener nach Großbritannien.
Nach seiner Rückkehr nach Württemberg wurde er 1799 als Major außerordentlicher Gesandter des Herzogs in Den Haag.
- Oberstleutnant Franz Karl Philipp von Winckelmann

Er trat 1787 als Premier-Leutnant in das Regiment ein. Mit dem II. Bataillon 1791 als Capitänleutnant einer Füsilier-Kompanie zunächst nach Batavia verschifft, wurde er als Hauptmann mit seiner Kompanie noch im selben Jahr nach Ceylon verlegt. Dort geriet er 1796 in britische Gefangenschaft. Nach dem Tod Major Vellnagels am 21. April 1796 übernahm er von sich aus die Verantwortung für die Teile des Regiments auf Ceylon und in Madras und wurde vorläufig zum Major ernannt. Ende 1805 sandte ihn der britische Gouverneur Sir Thomas Maitland mit einem Parlamentärschiff nach Batavia, um die Abholung der Kriegsgefangenen in die Wege zu leiten (Er wurde dazu offiziell aus der Kriegsgefangenschaft entlassen mit der Erlaubnis, wieder gegen die Feinde der Niederlande kämpfen zu dürfen, und nahm seine Familie mit). Nach Erledigung dieses Auftrags konnte er 1806 die Bestätigung seiner Beförderung zum Major erreichen und schloss sich dem II. Bataillon in Samarang an. Im Herbst 1806 übertrug ihm der kranke Major von Schmidgall das Kommando über die württembergischen Truppen in Hinterindien. Nach dessen Tod am 5. Januar 1807 und dem Ausscheiden Major von Nezzens war er dienstältester Offizier des Regiments und wurde auf Vorschlag des Offizierskorps durch den niederländischen Gouverneur im September 1807 zum Oberstleutnant befördert. Mit Auflösung des Regiments, die er nicht verhindern konnte, trat er 1808 in niederländische Dienste.
- Philipp Jakob Gaupp (* 30. April 1764 in „Lerach in der Schweiz“, † 16. August 1852 in Baden-Baden) als letzter überlebender Offizier des Regiments und letzter Schüler der Hohen Karlsschule. Sein Vater Georg Friedrich Gaupp war als Offizier in britischen Diensten in Indien gewesen.[EN 37] Er war von 1778 bis 1783 Schüler der Hohen Karlsschule in Stuttgart (wie übrigens sieben seiner Brüder, darunter auch Karl Joseph, der ebenfalls Offizier im Kapregiment war) und trat 1783 in das „Regiment von Schéler“ auf dem Hohenasperg ein. Er meldete sich zum Kap-Regiment[A 21] und war Premier-Leutnant im II. Bataillon. 1789 war er als Freiwilliger unter gleichzeitiger Beförderung zum Kapitänleutnant mit dem Bataillon Oranien auf Celebes und kehrte im April 1791 wieder auf das Kap zurück. Er segelte mit dem Bataillon nach Java, war in Samarang stationiert und übernahm nach dem Tod Hauptmann von Donops 1793 dessen Kompanie auf Amboia. Er heiratete 1794 Jesuina Treno, die Tochter eines niederländischen Residenten, mit der er einen Sohn und zwei Töchter hatte. Nach der Übernahme der Kolonie durch Großbritannien trat er am 16. Februar 1796 in britische Dienste über und war bei der Eroberung der Inseln Banda und Ternate dabei. Nach dem Frieden von Amiens 1802 blieb er noch bis 1804 in Madras, „nahm [seinen] Abschied unter Vorbehalt lebenslänglichen vollen Gehalts als Capitän“[EN 38] und reiste 1804/1805 über Großbritannien, Hamburg, Frankfurt nach Durlach. Auf seinen Brief vom 14. Juni 1805 an Kurfürst Friedrich ließ dieser am 18. Juni 1805 antworten, „wenn er innerhalb der Churfürstl. Staaten sich blicken lasse, er arretiert und nach Maasgabe der MilitärGeseze nach den gegen ihn vorliegenden Beschuldigungen verhört und behandelt werden werde“.[EN 39]

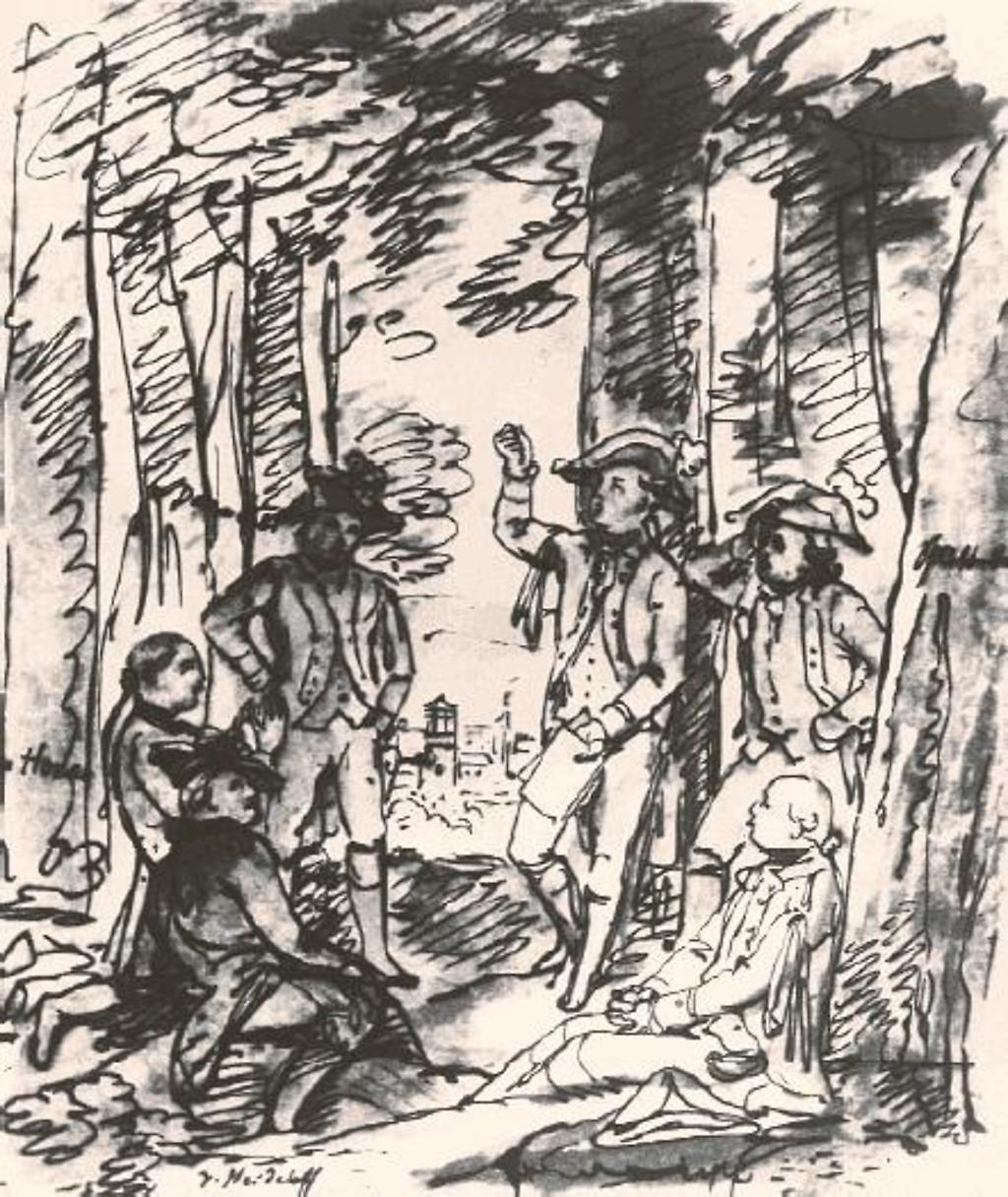
Skizze von Viktor von Heideloff. „Schiller liest die Räuber im Bopserwald“

- Franz Joseph Kapf (* 15. Januar 1759 in Mindelheim, † 9. August 1791 in Batavia auf Java); nach der Familienüberlieferung soll er bei der Ausschiffung mit seiner in Kapstadt gekauften Sklavin Abigail ertrunken sein.

Von 1774 bis 1780 war er Schüler der Hohen Karlsschule (er erhielt insgesamt acht Preise), danach dort Aufsichtsoffizier und Lehrer für mathematische Geographie und Algebra. Er war mit Friedrich Schiller befreundet und wohnte nach der Studienzeit gemeinsam mit ihm in einem Zimmer. Auf einer Zeichnung des Malers Viktor Wilhelm Peter Heideloff, auf der Friedrich Schiller seinen Kameraden „Die Räuber“ vorliest, sitzt er rechts vorn. Kapf marschierte als Stabshauptmann im II. Bataillon am 2. September von Ludwigsburg ab.
- August Franz Treffz (* 7. Juni 1770 in Habitzheim, † 1819 bei einer Expedition auf die Molukken verschollen)

Er trat 1786 als Unter-Kanonier in das Regiment ein und unterschrieb die Kapitulation der V.O.C. in Vlissingen bereits als Corporal. Als Sergeant kam er 1791 mit der Kompanie Vellnagel in Batavia an und wurde mit dieser Ende des Jahres nach Ceylon verlegt. Ab Januar 1792 befand er sich bei dem Detachement in Triconomale, wo er sich am 1. April als Premier-Sergeant mit 20 fl. Sold weiterverpflichtete. Am 21. Juni 1794 wurde er Seconde-Leutnant („200 Pfund zur Equipage als Wechsel von Hügel aufgenommen“) und schrieb nach Hause: „Jetzt habe ich endlich mein Glück im Militairstande gemacht.“ 1795 kam er in britische Gefangenschaft und mit den anderen Offizieren nach Madras. Dort heiratete er die Tochter des ehemaligen niederländischen Kommandanten von Palikat. Durch diese Beziehungen gelang ihm die Flucht nach Samarang, wo er laut einer Liste vom 8. April 1800 Premier-Leutnant in der Artillerie-Kompanie war. Oberstleutnant Schmidgall sandte ihn als Kurier Ende 1803 nach Württemberg. Nach einer abenteuerlichen Reise (zunächst auf eigene Kosten, das Geld erhielt er erst nach mehrfachem Drängen vom Herzog erstattet) kam er dort Ende März 1804 an. Vor seiner Abreise erhielt er noch das Patent als Capitain-Lieutenant mit Datum vom 23. Januar 1804. Er kehrte nach Samarang zurück und trat bei Auflösung des Regiments in niederländische Dienste. 1811 wurde Java von dem Vereinigten Königreich besetzt und Treffz wurde zweiter Packhausmeister in Batavia mit einem Gehalt von 500 fl. monatlich. Als 1811 Java wieder niederländisch wurde, gründete er ein eigenes Handelshaus, trat aber kurze Zeit später als Kommandeur eines Scharfschützen-Korps wieder in niederländische Dienste. Zum Oberstleutnant befördert, wurde er Kommandant von Batavia. Seine geplante Ernennung zum Residenten auf Borneo scheiterte, weil nicht genügend Truppen zur Besetzung zur Verfügung standen. Nach dem Tod seiner Frau 1818 wollte er nach Württemberg zurückkehren. Er führte dann aber 1819 im Auftrag der niederländischen Regierung noch eine Militärexpedition auf eine der Molukkeninseln an, auf der er verschollen blieb.
- Johann Martin Canzleiter (* 11. Dezember 1762 Stuttgart, † 8. Juni 1825 in der Untersuchungshaft in Stuttgart).[A 23]

Eltern: Johann Martin Canzleiter, Fürstlicher Vorreiter, und Anna Maria geb. Pfäffle. Canzleiter trat 1786 als Sergeant in das Regiment ein, wurde 1787 Premier-Sergeant, verlegte 1791 mit dem Regiment nach Ceylon, wurde 1792 in Ponto Gale 2. Regimentsquartiermeister (Anschaffung und Verrechnung der großen und kleinen Montur). 1795 ordnete ihn Oberst von Hügel nach Java ab, wo er auch dessen Privatgeschäfte abwickelte, 1796 wurde er 1. Regimentsquartiermeister, 1799 Hauptmann. 1801 trat er in niederländische Dienste, kehrte 1803 über das Kap der Guten Hoffnung (auch hier Privatgeschäfte für den inzwischen verstorbenen Oberst von Hügel bzw. dessen Erben) nach Europa zurück, wo er 1804 ankam. Er war verheiratet.
1805 Schlosshofmeister und Geistlicher Verwalter in Winnental, Hofrat
1805 wurde er von Kurfürst Friedrich beauftragt, die nicht ausgezahlten Soldgelder in Middelburg einzutreiben.
1807 Hofkameralverwalter in Winnenden
1822 wurde er im Verlauf des Prozesses (siehe unten) verhaftet und starb im Gefängnis.
1823 Suspendierung vom Amt des Hofkameralverwalters
- Kaspar Bohn (* 1768 in Lauffen am Neckar),
1789 wechselte er zum „Regiment Meuron“ und mit diesem 1795 in britische Dienste, wo er 1806 ausschied und nach Europa zurückkehrte.

G. (Britisches Siegel) R.
Wir Georg der dritte, von Gottes Gnaden König von Gross Britannien, &c. &c.
Nachdem Gaspard Bohn gebürtig von Laufenkocher in Württemberg, 38 Jahr alt, ohne Profession, – Religion, in unserm Regiment Meuron 18 Jahre als Sergeant treu und ehrlich gedient und sich bei jeder geäußerten Gelegenheit wohl und tapfer verhalten hat. So haben wir gedachten mit Neun und zwanzig Pfund, zehn Schilling und 32/4 pence sterlling Zur Belohnung seiner uns erwiesenen treugeleisteten Dienste hiermit dermaßen verabschiedet, dass ihm von nun an freystehet in seine Heimath zurückzukehren.
Wir befehlen also allen und jeden militair, und Civil Obrigkeiten, in unsern Staaten, und ersuchen alle und jede fremde Obrigkeiten, besagten Gaspard Bohn nicht nur frey und ungehindert passieren zu lassen, sondern auch demselben Hilfe und Beistand zu leisten.
Zu Dessen Urkund und Bekräftigung ist gegenwärtiger Abschied in der Canzley der General Inspection, der in unseren Diensten befindlichen fremden Truppen ausgefertiget, und mit dem gewöhnlichen Siegel versehen worden.
Gegeben Lymington, den 5. April 1806
By Order of Lieut.Gen Whitelodge
W. Stewart, Colonel
(Siegel)
Auf der Rückseite des Scheines steht:
Ich bekenne hiemit, dass ich meine Gage oder Löhnung, nebst allen rückständigen Sold und militärische Kleidung aller Arten, wie auch alle andere gerechte Forderungen von der Zeit meiner Engagierung in dem hierin genannten Regiment bis auf den Tag meines Abschiedes richtig erhalten habe; Welches alles durch meine Namensunterschrift hiermit bekräftige.
Husum den 26ten April 1806
Bohn
Paid off by me Cha. Kentzinger, captain & Commissary
Husum 26th April 1806
- Gottfried Adam Kohler (* 1768 ?, † ?)

Büchsenschäfter im Kapregiment. Ab 1809 Geometer bei der Königlich-Bayerischen Steuerkataster-Kommission in München. Kohler als der wahrscheinlich letzte lebende Angehörige des Kap-Regiments meldete sich 1847, nachdem er aus der Augsburger Allgemeinen Zeitung von dem Prozess um den einbehaltenen Sold erfahren hatte.
In niederländischen Diensten machten außerdem noch Karriere
- Wilhelm Beurlin, 1787 Staabshauptmann der Oberst-Kompanie, 1832 Oberst und Kommandant von Madura.
- Karl Joseph Gaupp, 1787 Premier-Leutnant, 1805 Oberstleutnant auf Java.
- Karl Friedrich Hallwachs, 1787 Seconde-Leutnant, 1832 pensionierter Oberstleutnant.
- Karl Eugen von Jett, 1787 Seconde-Leutnant, 1832 Oberst und Kommandeur der 2. Militärdivision in Java.
- Carl von Ostheim (* 3. April 1761 in Stuttgart, † 1783 in Batavia): 1783 Hauptmann der Leibgarde, 1790 Major, 1792 Oberst, 1792 Oberst in Diensten der V.O.C und Kommandant von Batavia.
- Carl Alexander von Ostheim (* 13. Dezember 1765 in Ludwigsburg, † 1785): Leutnant in der Garde zu Fuß, 1787 Oberleutnant im Kapregiment, 1803 Kapitän, 1807 Major in niederländischen Diensten, um 1820 pensioniert.
- Johann Friedrich Roessler, laut Rapport vom 2. April 1791 vom Seconde Sergeant zum Seconde Leutnant befördert, 1832 pensionierter Oberstleutnant.
- Carl von Wolzogen, 1787 Premier-Leutnant, 1796 als Kapitän-Leutnant Abschied vom Regiment und als Hauptmann in niederländische Dienste, 1798 Major und Chef der Artillerie in Samarang, 1807 Oberst, 1808 Abschied vom Militär, † 8. Juli 1808 als Generalinspektor der Wälder auf Java.

Von den zurückgekehrten Offizieren dienten neben den oben bereits genannten später in der Württembergischen Armee
- Friedrich von Franquemont (* 5. März 1770, † 2. Januar 1842): Er trat als Leutnant in das Regiment ein und wurde 1795 von britischen Truppen in Trikonomale auf Ceylon gefangen genommen und nach Großbritannien transportiert. Von dort kam er 1800 nach Württemberg zurück und wurde Hauptmann im Bataillon Seeger, 1805 Major, noch 1805 Oberstleutnant und Kommandeur des Bataillons Kronprinz, 1806 Oberst und Kommandeur des Infanterie-Regiments Kronprinz, 1809 Kommandeur I. Infanterie.Brigade, 1813 General und Kommandeur des württ. Armee-Korps, 1814 und 1815 General der Infanterie und Kommandeur des württembergischen Expeditionskorps in Frankreich, 1816 bis 1829 württembergischer Kriegsminister.
- Karl von Franquemont: 1814 Oberst und Kommandeur des Garde-Regiments zu Fuß, 1817 Kommandeur des 6. Infanterie-Regiments, 1823 Abschied, † 20. Juli 1830.
- Christian Johann Gottgetreu Koch (* 14. Juli 1769, † 29. März 1826): 1800 Hauptmann im Bataillon Beulwitz, 1805 Major, 1806 Bataillonskommandeur, 1809 Oberst und Kommandeur des Infanterie-Regiments Kronprinz, 1812 Generalmajor und Kommandeur der II. Infanterie-Brigade, 1813 Generalleutnant, 1815 Kommandeur der I. Infanterie-Division, 1820 Abschied.
- Karl August von Neuffer (* 6. März 1770, † 6. Januar 1822): 1800 Premierleutnant beim Bataillon Seeger, 1801 Hauptmann, 1805 Kompaniechef im Bataillon Seckendorf, 1809 Oberst und Kommandeur II. Fußjäger-Bataillon, 1813 Oberst und Kommandeur I. Infanterie-Brigade, 1815 Gesandter in Berlin, 1816 Gesandter in London.
- Fr. A. von Reitzenstein: 1800 Hauptmann im Bataillon Beulwitz und Kompaniechef im Bataillon Obernitz, 1805 Abschied, 1815 reaktiviert und als Major Kommandeur des Landwehr-Regiments Altensteig, 1816 Abschied, † 2. Dezember 1823 in Ludwigsburg.

11 Offiziere des Regiments waren Schüler der Hohen Karlsschule:
- Friedrich von Franquemont (* 5. März 1770 in Ludwigsburg, † 2. Januar 1842 in Stuttgart): Juli 1775 bis August 1787
- Carl Joseph Gaupp (* 21. März 1763 in Lörrach, † 9. Januar 1828 in Batavia): Juli 1773 bis April 1783
- Philipp Jakob Gaupp (* 30. April 1764 in Lörrach, † 16. August 1852 in Baden-Baden) Dezember 1778 bis April 1783
- Johann Christian Friedrich von Hügel (* 14. September 1764 in Straßburg, † 12. Januar 1805 in Den Haag): Februar 1772 bis April 1784
- Christian Johann Gottgetreu Koch (* 14. Juli 1769 in Stuttgart, † 29. März 1826 in Ludwigsburg): August 1786 bis 1787
- Carl von Ostheim (* 3. April 1761 in Stuttgart, † 1783 in Batavia): April 1773 bis März 1783
- Carl Alexander von Ostheim (* 13. Dezember 1765 in Ludwigsburg, † ?): April 1773 bis Oktober 1785
- Johann Daniel Gottfried Schmidgall (* 18. Juli 1756 in Oßweil, † 1807 auf Java): Juli 1771 bis März 1779
- Franz Karl Philipp von Winckelmann (* 17. Juni 1757 in Meiningen, † 1820 in Samarang, Batavia): Februar 1773 bis März 1780
- Carl August von Wolzogen (* 26. Oktober 1764 in Meiningen, † 8. Juli 1808 in Samarang, Batavia auf Java): Juli 1774 bis Mai 1775

### Das Regiment in der Literatur
- Der auf dem Hohenasperg bei Ludwigsburg gefangene Dichter Christian Friedrich Daniel Schubart schrieb am 22. Februar 1787: „Künftigen Montag geht das aufs Vorgebirg der guten Hoffnung bestimmte württembergische Regiment ab. Der Abzug wird einem Leichenkondukte gleichen, denn Eltern, Ehemänner, Liebhaber, Geschwister, Brüder, Freunde verlieren ihre Söhne, Weiber Liebchen, Brüder, Freunde - wahrscheinlich auf immer. Ich hab ein paar Klagelieder auf diese Gelegenheit verfertigt um Trost und Mut in manches zagende Herz auszugiessen. Der Zweck der Dichtkunst ist, nicht mit Geniezügen zu prahlen, sondern ihre himmlische Kraft zum Besten der Menschheit zu gebrauchen.“ Das Kaplied[EN 43] und das Gedicht Für den Trupp wurden in einer Broschüre gedruckt und fanden ungeheure Verbreitung. Schubart vertonte[EN 46] diese Verse auch.

Das Kaplied
| Auf, auf! ihr Brüder und seid stark der Abschiedstag ist da! Schwer liegt er auf der Seele, schwer Wir sollen über Land und Meer ins heiße Afrika. Ein lichter Kreis von Lieben steht, ihr Brüder, um uns her: Uns knüpft so manches theure Band An unser deutsches Vaterland, Drum fällt der Abschied schwer. Dem bieten graue Eltern noch Zum letzten Mal die Hand; Den kosen Brüder; Schwester Freund; Und alles schweigt, und alles weint, Totblaß von uns gewandt. Und wie ein Geist schlingt um den Hals Das Liebchen sich herum: Willst mich verlassen, liebes Herz, Auf ewig? und der bitt're Schmerz Machts arme Liebchen stumm. Ist hart! drum wirble du, Tambour, Den Generalmarsch drein. Der Abschied macht uns sonst zu weich, Wir weinen kleinen Kindern gleich; Es muß geschieden sein. Lebt wohl, ihr Freunde! Sehn wir uns Vielleicht zum letzten Mal, So denkt, nicht für die kurze Zeit, Freundschaft ist für die Ewigkeit, Und Gott ist überall. | An Deutschlands Grenze füllen wir Mit Erde uns're Hand, Und küssen sie, das sei der Dank Für deine Pflege, Speis’ und Trank, Du liebes Vaterland! Wenn dann die Meereswoge sich An unsem Schiffen bricht, So segeln wir gelassen fort; Denn Gott ist hier und Gott ist dort, Und der verläßt uns nicht! Und ha, wenn sich der Tafelberg Aus blauen Düften hebt, So strecken wir empor die Hand, Und jauchzen: Land! ihr Brüder Land! Daß unser Schiff erbebt Und wenn Soldat und Offizier Gesund ans Ufer springt, Dann jubeln wir, ihr Brüder ha! Nun sind wir ja in Afrika. Und alles dankt und singt Wir leben drauf im fernen Land Als Deutsche brav und gut, Und sagen soll man weit und breit Die Deutschen sind doch brave Leut, Sie haben Geist und Muth. Und trinken auf dem Hoffnungskap Wir seinen Götterwein, So denken wir von Sehnsucht weich, Ihr fernen Freunde, dann an euch, Und Thränen fließen drein. |

Für den Trupp
Hell auf, Kameraden! Der krieg'rische Ton

Der Trommeln und Pfeifen ermuntert uns schon.

Frisch, schnallt den Tornister den Rücken herum

Und schickt euch zum Marsche, nur seht euch nicht um.

Denn Abschied von Freunden und Mädchen fällt schwer,

Und weinen ziemt braven Soldaten nicht sehr;

Sie folgen gehorsam des Führers Gebot

Und rüsten sich freudig zum Abschied und Tod.

Scheint nicht auch die Sonn' und der Mond auf dem Kap

Und leuchten die Sterne nicht dorten herab?

Und wehen nicht Winde im blühenden Hain?

Gibt's dorten nicht Wildbret, nicht Fische, nicht Wein?

Auch sagt man, es gebe von rosiger Laun'

Dort Mädels hübsch schwärzlich, hübsch weißlich und braun:

Und haben Soldaten Gold, Mädchen und Wein,

So können die Fürsten nicht glücklicher sein
- Johannes Scherr beschreibt in seiner Novelle Schiller – Dem Freunde Dr. Lorenz Brentano, Konsul der Vereinigten Staaten in Dresden, zugeeignet. Zürich, Mai 1873 im Abschnitt IV den Abmarsch des I. Bataillons aus Ludwigsburg.
- Friedrich Schiller greift das Thema der verkauften Subsidienregimenter in seinem Drama „Kabale und Liebe“ ebenfalls auf.[EN 47]

### Die Prozesse um vorenthaltenen Sold
Für seine „privaten“ Geschäfte nutzte Oberst von Hügel die Bank „Handlungshaus van de Perre Meyners“. Dorthin transferierte er mindestens zweimal Gelder in Form von „Assignationen“ (Zahlungsanweisungen) auf den zukünftig durch die V.O.C. auszuzahlenden Sold. Die V.O.C. akzeptierte die Assignationen und zahlte die Gulden zu einem Kurs von 20 Stüber aus, was einen Gewinn von 5 Stüber pro Gulden erbrachte. Obwohl er dafür einen Schuldschein in der Regimentskasse hinterlegte (einen weiteren übergab er seinem Vertrauten Canzleiter), wies er Perre Meyners an, davon 111.000 fl. an seinen Bruder Feldzeugmeister Johann Andreas von Hügel auszuzahlen; Perre Meyners zahlte am 9. August 1801 nach Abzug von Kosten 108.823 fl. 11 kr. an Feldzeugmeister von Hügel.
Nach dem Tod Oberst von Hügels 1800 wollten dessen Erben das Geld, wie ursprünglich beabsichtigt, an Angehörige des Regiments auszahlen, Feldzeugmeister von Hügel (nach dessen Tod 1807 seine Söhne) aber bezeichnete es als sein Eigentum. Auf Druck des Kurfürsten Friedrich kam es am 5. August 1805 zu einem Vergleich zwischen Feldzeugmeister von Hügel und der Witwe Anna Maria von Hügel (vertreten von Canzleitner, siehe oben Einzelschicksale). Danach sollte Feldzeugmeister von Hügel 80.165 fl. 16 kr. an Canzleitner zurückzahlen. Dieser berechnete die bestehenden Soldansprüche aus der Summe des Vergleichs für Angehörige des Regiments bzw. deren Erben mit Stand 1803, zahlte jedoch nur 6.234 fl. an diejenigen ehemaligen Angehörigen des Regiments aus, die 1805 in Württemberg lebten. Den Rest bewahrte er auf.
1822 klagte die Familie von Hügel gegen Canzleitner wegen Betrugs und auf Herausgabe des Geldes. Das Gericht beschlagnahmte bei Canzleitner eine eiserne Geldkiste mit 17.538 fl. 39 kr. in bar und einem Schuldschein des Kriegsrats-Präsidenten von Hügel über 1600 fl., gesamt 19.138 fl. 39 kr., und verhaftete ihn. Durch das Gericht wurde das Geld (nach Abzug der bisherigen Gerichtskosten noch 17.527 fl. 33 kr.) 1823 bei der königlichen Hofbank verzinslich angelegt. Noch während des Prozesses verstarb Canzleitner am 8. Juni 1825. Mit der Begründung, Canzleitner wäre schuldig verurteilt worden, wenn er nicht gestorben wäre, übergab das Gericht ab 1826 das Geld (inzwischen 19.366 fl. 55 kr.) an von Hügel zu „4% Zins und gerichtliche Hypothek“.
1832 erhoben die Erben eines ehemaligen Offiziers des Kap-Regiments Klage gegen die königliche Staatskassenverwaltung und gegen die Familie von Hügel (Ernst Eugen von Hügel und Genossen) auf Herausgabe des Soldguthabens. Auf die öffentliche Aufforderung des Rechtsconsulenten Friedrich Gottlob Tafel an die, „welche Ansprüche geltend machen wollten“, meldeten sich viele. Im Auftrag von 260 ehemaligen Mitgliedern des Kap-Regiments bzw. Erben / Pfleger Verschollener erhob er 1835 Klage beim Civilsenat des Gerichtshofes des Schwarzwaldkreises. Der Prozess endete 1852 zu Gunsten der Kläger, das Geld wurde ausbezahlt.